# Woody Allen
Woody Allen, pseudonimo di Heywood Allen (nato Allan Stewart Königsberg; New York, 30 novembre 1935), è un regista, attore, sceneggiatore, comico, scrittore, commediografo e musicista statunitense, tra i principali e più celebri umoristi dell'epoca contemporanea.

Firma di Woody Allen

Grazie all'intensa produzione cinematografica (con una media di quasi un film all'anno), ai testi comici e alle gag che ha iniziato a comporre già in età adolescenziale, è uno dei comici più apprezzati a livello internazionale. Lo stile raffinato e spesso cerebrale l'ha reso uno degli autori più rispettati, punto di riferimento della commedia statunitense moderna: è considerato «il più europeo» tra i registi statunitensi, sia per le tematiche affrontate sia per il successo dei suoi film, da sempre maggiore nel vecchio continente che in patria.
I temi affrontati da Allen, che spaziano dalla crisi esistenziale degli ambienti intellettuali alla rappresentazione spesso autoironica della comunità ebraica newyorkese, dalla critica alla borghesia fino alla critica del capitalismo, rispecchiano la sua passione per la letteratura, la filosofia, la psicoanalisi, la musica jazz, il cinema europeo, e soprattutto per la sua città natale, New York, dove vive e dalla quale trae continua ispirazione.
Vincitore di quattro premi Oscar, nel 1995 ha ricevuto il Leone d'oro alla carriera alla Mostra internazionale d'arte cinematografica di Venezia.

## Biografia

### Le origini

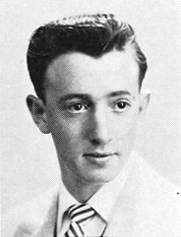
Woody Allen a 18 anni

Woody Allen nasce col nome di Allan Stewart Königsberg il 30 novembre 1935, anche se la nascita fu registrata solo il giorno dopo, nel quartiere del Bronx (New York) da una famiglia ebrea di origine russo-austriaco-tedesca e di modesta condizione sociale. I nonni paterni, immigrati dalla Germania alla fine del XIX secolo, erano ebrei orientali aschenaziti di lingua tedesca, ebraica e yiddish.
Secondo alcuni la famiglia è originaria dell'Ungheria, anche se il cognome è un toponimo germanico derivato da un nome di città, come molti cognomi ebraici, e sembra riferirsi a Königsberg, nella Prussia Orientale, oggi denominata Kaliningrad e situata nell'exclave russa, città nota tra le altre cose per essere stata il luogo in cui visse il filosofo Immanuel Kant. Il padre, Martin Königsberg (1900-2001), lavora prima come incisore di gioielli presso un orafo, poi come cameriere a Manhattan e infine come tassista; la madre, Nettea Cherry (1906-2002), detta Netty, è impiegata come contabile presso un fioraio ed entrambi provengono da famiglie ebraiche recentemente emigrate dall'Europa.
Nel 1943 nasce sua sorella, Letty, con la quale da sempre ha uno stretto rapporto anche di tipo professionale (è produttrice dei suoi film). All'età di tre anni la madre lo porta al cinema a vedere Biancaneve e i sette nani (1937), film che affascina e segna indelebilmente il piccolo Woody; da allora, come ha raccontato successivamente in diverse interviste, la sala cinematografica diventa la sua seconda casa. Da ragazzo il suo film preferito era La fiamma del peccato (1944) di Billy Wilder.

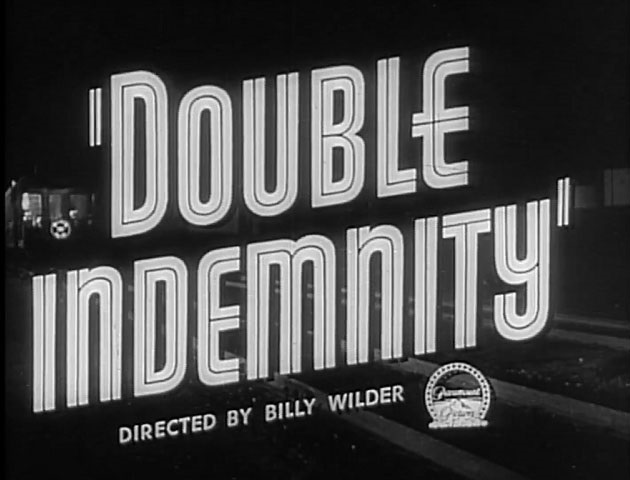
I titoli di testa originali del film La fiamma del peccato (1944) di Billy Wilder, il preferito di Allen da adolescente

Nel primo anno di scuola viene inserito in una classe avanzata, grazie al suo elevato quoziente d'intelligenza, ma sviluppa subito un odio per l'ambiente scolastico, diventando un ribelle, non svolgendo i compiti a casa, rispondendo male agli insegnanti e disturbando continuamente in classe. Sorprendentemente si dimostra molto abile negli sport e pratica pallacanestro, football americano, baseball, stickball, sia a scuola che nel quartiere; uno dei suoi favoriti è il pugilato, ma dopo diversi mesi di allenamento i suoi genitori gli chiedono di smettere.
Soprannominato dai compagni Red, "rosso", per il colore della sua capigliatura, si distingue tra gli studenti per il suo straordinario talento nei giochi di carte e nei trucchi di magia, passione che ricorrerà spesso nelle sue opere. All'età di 15 anni partecipa due volte ad un'audizione per il programma televisivo The Magic Clown, per il quale esegue un trucco chiamato Passe-Passe Bottles, che tuttavia non viene messo in onda poiché il programma era destinato ai bambini e venivano utilizzate bottiglie di alcolici. Nel frattempo inizia anche a suonare il clarinetto.
Dopo aver frequentato la scuola ebraica per otto anni e quella pubblica, la Public School 99 (poi rinominata Isaac Asimov School) Allen viene iscritto alla Midwood High School di Brooklyn, dove conosce Mickey Rose, futuro coautore di alcune delle sue prime sceneggiature, con il quale condivide gli interessi per il basket, il baseball, il cinema e la musica jazz. Durante quegli anni vive sulla Avenue K, tra la 14ª e la 15ª Est. Frequenta anche la sinagoga e gli ambienti religiosi ebraici, ma per poco tempo: si allontana quindi dalla religione divenendo ateo, una caratteristica che ricorre in moltissime sue battute. Continua a dimostrare poco interesse per lo studio e la lettura, preferendo di gran lunga la scrittura di gag e barzellette, che spedisce ai giornalisti umoristici Walter Winchell e Earl Wilson, i quali, entusiasti del materiale ricevuto, decidono di contattare l'autore e di trovargli un agente.

### Gli inizi in televisione e il primo matrimonio
Nel 1952, all'età di diciassette anni, assume lo pseudonimo di Woody Allen, in onore del celebre clarinettista jazz Woody Herman. Il collegamento fra il suo nome d’arte e il clarinettista viene smentito dallo stesso Allen nella sua autobiografia “A proposito di niente”. Cambia quindi il suo nome legale da "Allan Stewart Königsberg" a Heywood Allen, nome che userà qualche volta a teatro, anche se mai in maniera ufficiale, e scrive battute per colossi dello spettacolo come Ed Sullivan e Sid Caesar. Due anni dopo, nel 1954, viene assunto dalla rete televisiva nazionale ABC, della quale diventa l'autore di punta, scrivendo per celebri programmi come il The Ed Sullivan Show e The Tonight Show.

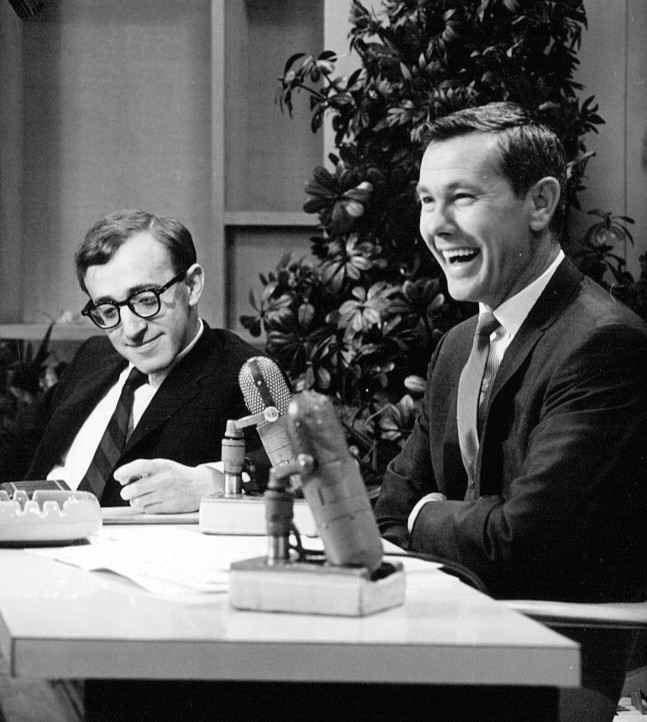
Woody Allen con Johnny Carson al Tonight Show (1964)

Nel 1955 inizia la sua prima relazione sentimentale stabile con Harlene Susan Rosen, studentessa di filosofia; i due si incontrano casualmente per formare un trio jazz insieme all'amico di Allen Elliot Mills; nel gruppo, che suona insieme in un'unica occasione, Allen suona il sassofono soprano, la Rosen il pianoforte e Mills le percussioni. Nel 1955 passa alla rete televisiva NBC e si trasferisce ad Hollywood, senza Harlene, per unirsi ad un gruppo di scrittori per il programma The Colgate Comedy Hour. L'autore principale dello show è Danny Simon, fratello maggiore dell'autore teatrale Neil Simon, al quale Allen in seguito sarà sempre riconoscente per l'aiuto ricevuto nello sviluppo del suo classico stile di scrittura.
Il 15 marzo 1956, all'età di vent'anni, Woody sposa Harlene, allora diciassettenne a Hollywood, e insieme tornano a New York per andare a vivere a Manhattan. I due divorziano bellicosamente dopo sei anni nel 1962. Harlene Rosen, alla quale Allen si riferiva spesso nei suoi spettacoli di cabaret definendola "la terribile signora Allen" ("the dread Mrs. Allen"), successivamente querelò l'ex-marito e la NBC stessa per diffamazione, chiedendo un milione di dollari. Allen nel suo album Standup Comic, che raccoglie i suoi migliori pezzi comici degli anni sessanta, dichiara che l'atto precedente la denuncia fu una battuta che questi aveva detto durante un'intervista.
In un'intervista successiva al The Dick Cavett Show, Allen riaccese la polemica ripetendo i propri commenti, pur riferendosi alla Rosen come alla sua "seconda moglie", e riferendo che l'ammontare della somma richiesta per la causa era di 1 milione di dollari. I genitori lo spingono a studiare all'università, e Allen frequenta la New York University, dove studia comunicazione e cinema. Dopo un solo semestre, peraltro senza grandi risultati, viene espulso dalla stessa; frequenta quindi brevemente il City College of New York, ma i risultati sono gli stessi dell'esperienza precedente, mentre la sua carriera, invece, non conosce sosta.
Come autore scrive i pezzi per numerosi comici al prezzo di 100$ al minuto, e tra il 1956 e il 1958 lavora al teatro Tamiment, dove fa grande esperienza come autore e regista; il teatro, infatti, produceva settimanalmente nuovi musical e sketches comici, che Woody scrive e dirige. Di nessuno di questi spettacoli esiste più il copione, fatta eccezione per lo spettacolo della serata d'apertura del 1956, la cui sceneggiatura venne poi ritrovata negli archivi del teatro. Nel novembre 1958 inizia a lavorare come coautore con Larry Gelbart per il The Chevy Show della NBC. Il programma, presentato dalla celebre stella televisiva Sid Caesar, dura per oltre 10 anni, per cui oltre a vincere un Sylvania Award verrà anche candidato per l'Emmy.

### Il cabaret, il teatro e il secondo matrimonio

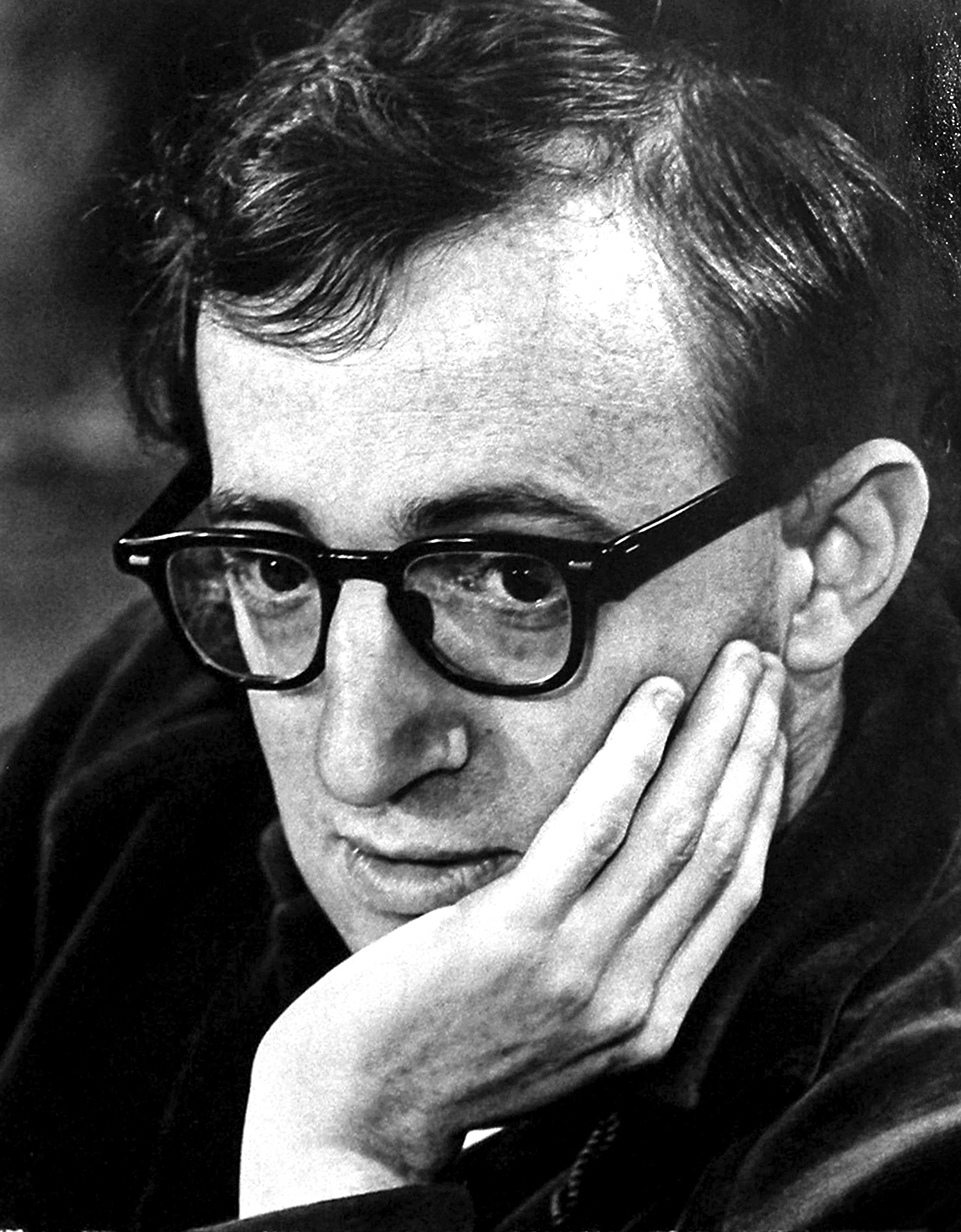
Woody Allen negli anni sessanta

In questi anni Allen si accontenta del suo lavoro per la TV, che gli frutta più di 1.700 dollari a settimana. Tuttavia, dopo aver assistito a uno spettacolo di Mort Sahl e avendo perduto interesse per il lavoro di autore televisivo, prende la decisione di iniziare una propria carriera come cabarettista.
Nel 1958 cambia agenti, passando nelle mani di Jack Rollins e Charles H. Joffe, che saranno poi i produttori di tutti i suoi film, anche se con i due curiosamente Allen non ha mai siglato un contratto ufficiale, ma solo una "stretta di mano", nonostante i suoi manager abbiano nel tempo negoziato per lui contratti da milioni di dollari, senza che ci sia mai stata la minima controversia. I due manager lo spronano a portare sul palco il suo stesso materiale. Debutta al Blue Angel nel 1959 e nel 1960 riscuote un grande successo di pubblico.
Nel 1959, iniziando a sentirsi malinconico senza capirne il motivo, per la prima volta decide di consultare uno psicoanalista. Da allora, e per più di trent'anni, la terapia diventa un appuntamento fisso alla media di una seduta a settimana, con brevi periodi di pausa e con periodi più intensi con anche 3 appuntamenti a settimana. La psicoanalisi sarà un elemento portante dei suoi film e del suo personaggio.
Nel 1960 inizia ufficialmente la sua carriera di stand-up comedian, con esibizioni di grande successo in numerosi night club newyorchesi. Nel frattempo continua a scrivere per la televisione, in particolare per il popolare programma Candid Camera, nel quale appare persino in alcuni episodi. Conosce, nel frattempo, Marshall Brickman, con il quale collabora come autore TV e con il quale in futuro scriverà alcune delle sue migliori sceneggiature.
Insieme ai suoi manager riesce a trasformare le sue debolezze nel suo punto di forza, sviluppando la sua classica immagine nevrotica, cerebrale e timida che diventerà una costante delle sue pellicole. Diviene in breve molto popolare come comico, e i suoi spettacoli diventano sempre più richiesti e frequenti. Inizia a scrivere storie brevi per alcune riviste (la maggior parte delle quali per il prestigioso The New Yorker) ed opere teatrali; il primo successo arriva con Don't Drink the Water (1966), la sua prima opera teatrale che viene rappresentata al Morosco Theatre, (New York); che andrà in scena per 598 repliche.
Il 2 febbraio 1966 si risposa, questa volta con l'attrice e comica Louise Lasser. Sceglie la moglie come una delle voci per il doppiaggio del suo primo film da regista, Che fai, rubi? (1966), e le assegna un ruolo minore nel suo secondo film, Prendi i soldi e scappa (1969). La Lasser sarà da quel momento co-protagonista di altre due delle prime pellicole di Allen, Il dittatore dello stato libero di Bananas (1971) e Tutto quello che avreste voluto sapere sul sesso* *ma non avete mai osato chiedere (1972), oltre che del cortometraggio Men of Crisis: The Harvey Wallinger Story (1971), prima della fine della loro relazione, inaugurando quello che poi per Allen diventerà una sorta di abitudine. La coppia divorzia nel 1969; Allen non si risposerà fino al 1997.
Allen continua la sua carriera di comico fino al 1968, diventando sempre più popolare ogni anno; agli inizi nel 1960 guadagnava solamente 75 dollari la settimana, ma già nel 1964 era un comico affermato e richiesto in tutto il paese, e i suoi guadagni settimanali arrivavano ad oltre 5.000 dollari. Nel suo periodo come showman pubblica tre album con i suoi sketch, Woody Allen, Woody Allen Volume 2 e The Third Woody Allen Album. L'unica registrazione reperibile è il CD del 1978 Woody Allen: Standup Comic, una raccolta dei migliori pezzi. Tra questi il più celebre è il famoso monologo I shot a Moose Once ("una volta ho sparato ad un alce"):
Allora mi sovviene che un mio amico dà una festa in costume, quella sera. Prendo una decisione: vado e ci porto l'alce. L'imbuco e me ne lavo le mani. Detto e fatto. Arrivo e busso alla porta con l'alce appresso. Il padrone di casa ci accoglie sulla soglia. "Ciao", gli faccio, "conosci i Solomon?". Entriamo. L'alce socializza subito. Non se la cava mica male. Tanto più che un tale cerca, con una certa insistenza, di vendergli una polizza d'assicurazione. A mezzanotte c'è la premiazione per i costumi più belli. Vincono il primo premio i coniugi Berkowitz, travestiti da alce. L'alce arriva secondo. Come monta su tutte le furie! Lui e i coniugi Berkowitz si prendono a cornate, lì, in salotto. Si tramortiscono a vicenda. Ecco, dico fra me, il momento opportuno.
Acchiappo l'alce, lo lego al parafango e via – torno nei boschi. Sennonché ho agguantato i coniugi Berkowitz. Ed eccomi a viaggiare con due ebrei sul parafango. Laddove vige una legge nello Stato di New York, per cui ciò è severamente vietato il martedì, il giovedì e soprattutto il sabato... La mattina seguente, i coniugi Berkowitz si risvegliano nel bosco in costume da alce. Di lì a poco il consorte viene abbattuto, imbalsamato ed esposto, come trofeo di caccia, al Circolo Atletico di New York. È da ridere, veramente, perché a quel club non sono ammessi gli ebrei.»
(da Woody Allen: Standup Comic del 1978.)

### L'approdo al cinema
Nel 1965 firma la sua prima sceneggiatura cinematografica: Ciao Pussycat, diretto da Clive Donner, nel quale appare in un ruolo minore accanto a Peter Sellers, Peter O'Toole, Romy Schneider, Capucine ed Ursula Andress. Nel 1966 realizza il suo primo lungometraggio, Che fai, rubi?, per il quale firma la sceneggiatura e la regia, e nel quale appare in veste di attore.
Il film utilizza diverse clip del film giapponese Kokusai himitsu keisatsu: Kagi no kagi (1965, noto anche con il titolo inglese internazionale di International Secret Police: Key of Keys) di Senkichi Taniguchi, una sorta di parodia di una pellicola di James Bond, i cui dialoghi vengono doppiati in inglese completamente reinventati in chiave comica e surreale da Allen: la storia del film di Taniguchi si trasforma in una lotta per il possesso di una ricetta di un'insalata di uova. Del 1967 è la sua partecipazione al film collettivo James Bond 007 - Casino Royale, una parodia "non ufficiale" della saga dedicata a James Bond.

### L'incontro con Diane Keaton

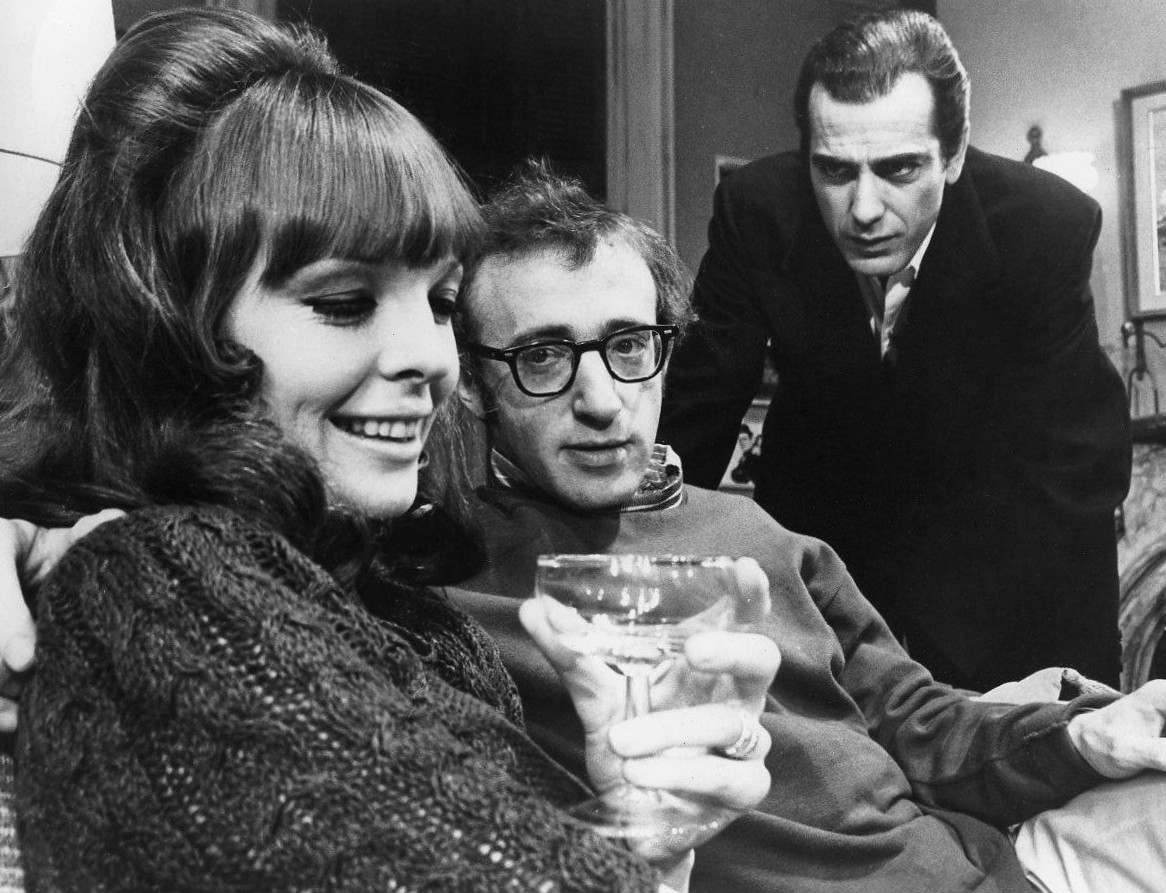
Woody Allen e Diane Keaton a Broadway in Provaci ancora, Sam (1972)

Dopo aver divorziato da Louise Lasser, nel 1969, durante i provini per la messa in scena a partire dal 13 febbraio dello stesso anno a Broadway della sua celebre e fortunata opera teatrale Provaci ancora, Sam, che diventerà un film diretto da Herbert Ross nel 1972 con lo stesso Allen protagonista, incontra Diane Keaton. Lo spettacolo ottiene anch'esso un grande successo e viene messo in scena per 453 repliche.
Durante la loro collaborazione, i due danno inizio a una relazione duratura che darà vita anche ad un proficuo sodalizio artistico; Allen, infatti, sceglierà sempre la compagna come protagonista di tutte le sue pellicole, tra le quali Io e Annie (1977), che frutta ad Allen due premi agli Oscar 1978 per la "miglior regia" e la "miglior sceneggiatura originale", e alla Keaton quello per la "miglior attrice protagonista". Il film è interamente dedicato alla Keaton: il personaggio di Annie Hall, la protagonista, ha il vero cognome di Diane Keaton, che la interpreta, il cui vero nome è proprio Diane Hall. Annie è inoltre il soprannome con cui Woody Allen chiamava la sua compagna.
La coppia non si è mai sposata, ma ha solo convissuto per un certo periodo. Allen, anche dopo il suo matrimonio con Soon-Yi Previn, ha sempre definito Diane Keaton come il grande amore della sua vita. I due hanno collaborato spesso, anche dopo la separazione, ed insieme hanno girato 8 film: Provaci ancora, Sam (1972), Il dormiglione (1973), Amore e guerra (1975), Io e Annie (1977), Interiors (1978), Manhattan (1979), Radio Days (1987) e Misterioso omicidio a Manhattan (1993).

### I primi film

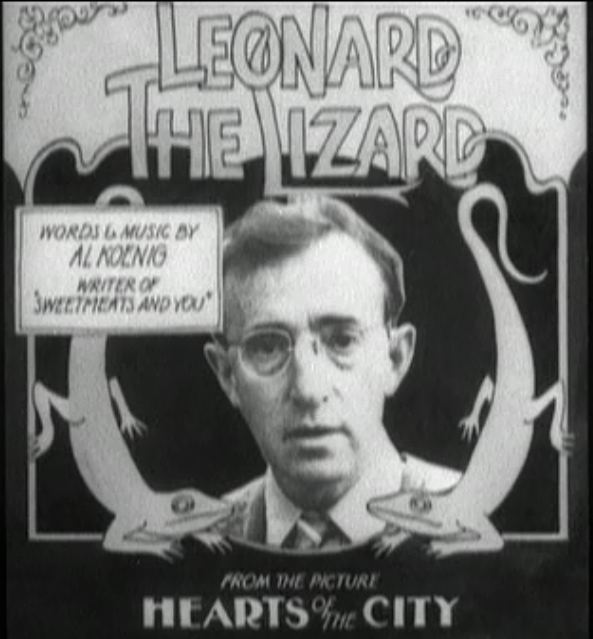
Poster pubblicitario di Zelig

Nel 1969 è il suo primo film "convenzionale" come regista, il finto documentario Prendi i soldi e scappa, sceneggiato in collaborazione con l'amico Mickey Rose. Due anni dopo, nel 1971, Allen realizza uno dei suoi primi film con un tema politico in evidenza, Il dittatore dello stato libero di Bananas, nel quale recita a fianco della ex-moglie Louise Lasser, e Tutto quello che avreste voluto sapere sul sesso* *ma non avete mai osato chiedere (in quest'ultimo è presente un episodio ambientato in Italia, omaggio a Federico Fellini e Michelangelo Antonioni, recitato in italiano nella versione originale). Nel 1972 partecipa alla versione cinematografica della sua commedia Provaci ancora, Sam, diretto da Herbert Ross.
Pur non abbandonando del tutto l'attività teatrale, Allen si dedica soprattutto al cinema, e la sua carriera, segnata dal legame sentimentale e professionale con Diane Keaton, è inarrestabile; in pochi anni gira Il dormiglione (1973) e Amore e guerra (1975), e riceve un Orso d'Argento al Festival di Berlino in riconoscimento dell'attività svolta come cineasta per soli quattro film. Tutti i primi film di Allen sono commedie pure che puntano molto su una comicità fisica slapstick, protagonista di tutte queste sue prime pellicole è lo stesso Allen, che punta molto sulla sua figura perfetta per il suo stile di comicità.

### Il grande successo
Nel 1976 recita ne Il prestanome di Martin Ritt, una pungente satira sulle "liste nere" della Hollywood maccartista degli anni cinquanta. I maggiori successi di Allen, critici e commerciali, arrivano nel decennio che inizia nel 1977 con l'uscita nelle sale di Io e Annie, che vince quattro premi agli Oscar 1978 ("miglior film", "miglior regia", "miglior sceneggiatura originale" e "miglior attrice protagonista" alla Keaton) e un Golden Globe ("miglior attrice protagonista musical/commedia", sempre alla Keaton). Il film influenza la moda del tempo con il particolare stile degli abiti scelti dalla Keaton per il suo personaggio; il film è di per sé un omaggio alla sua compagna. Anche dopo la fine della relazione, Allen e la Keaton sono rimasti amici. Alla pellicola seguono in breve tempo altri due successi, il sofisticato Interiors (1978), suo primo film drammatico e prima pellicola nella quale non appare in veste di attore, ispirato ad uno degli idoli di Allen, Ingmar Bergman, e Manhattan (1979), con le musiche di George Gershwin. Negli anni ottanta Allen comincia ad inserire nei suoi film diversi riferimenti filosofici. Al Festival di New York del 1980 presenta Stardust Memories, dalla forte componente autobiografica, ispirato al cinema europeo ed in particolare a Federico Fellini ed Ingmar Bergman, accolto freddamente dai critici. L'anno successivo scrive e dirige Zelig, tragicomica parodia idiosincratica di un documentario degli anni venti e trenta, da molti considerato uno dei suoi capolavori.

### La relazione con Mia Farrow e lo scandalo Soon Yi Previn - Dylan Farrow

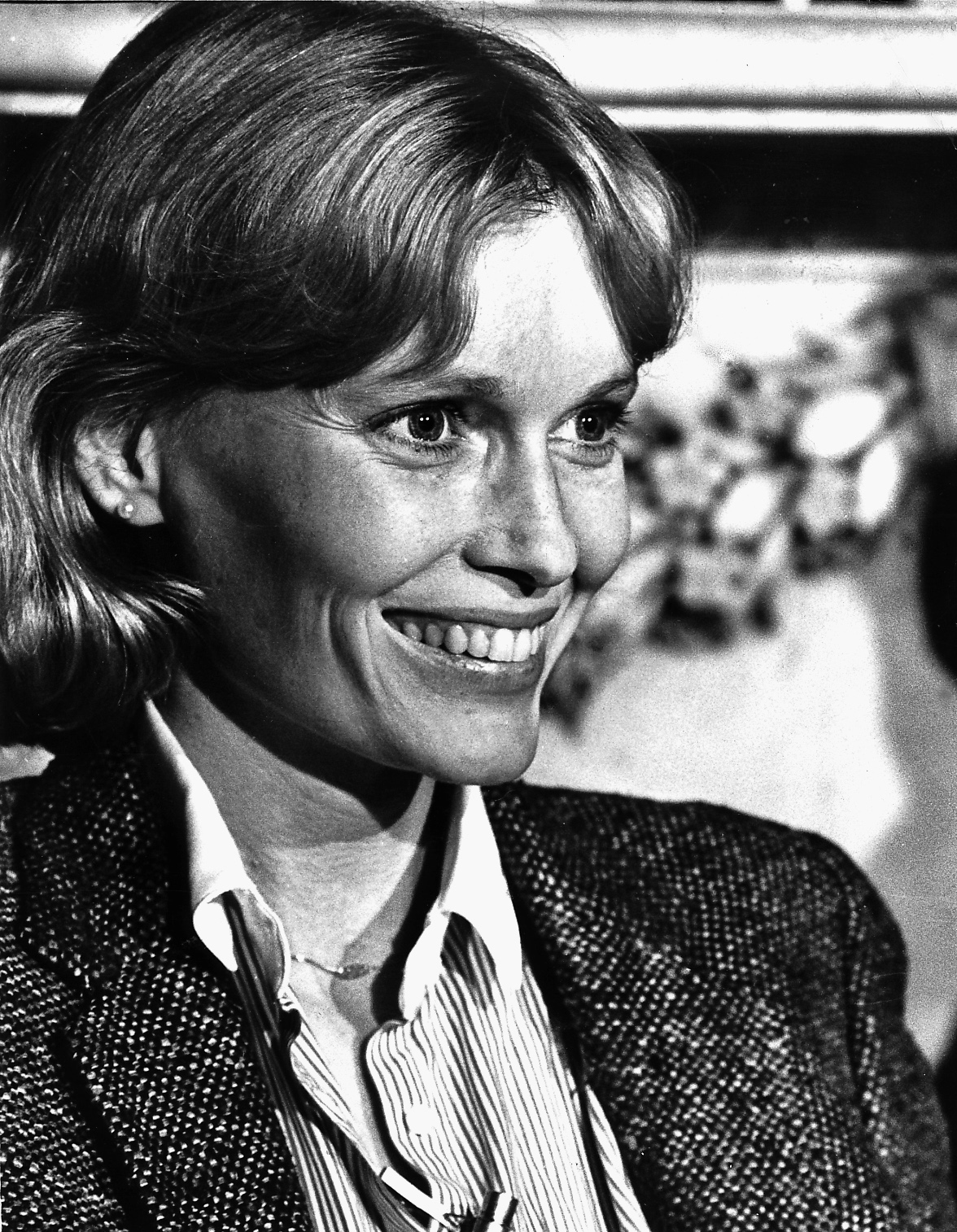
Mia Farrow, all'inizio della sua relazione con Woody Allen nel 1980

Verso il 1980, Allen iniziò una lunga relazione, durata oltre dodici anni, con l'attrice Mia Farrow, la quale, come Louise Lasser prima e Diane Keaton poi, avrà da quel momento i ruoli da protagonista in diversi suoi film, come ad esempio in Una commedia sexy in una notte di mezza estate (1982). Mia Farrow ed Allen non si sposarono né convissero mai per lunghi periodi. Mia Farrow adottò altri due bambini, Dylan Farrow (nel 1985) e Moses Amadeus Farrow (nel 1980, nato in Corea del Sud nel 1978); Allen li adottò come propri figli nel 1991. Ebbero un figlio biologico nel 1987, Satchel Ronan O'Sullivan Farrow Allen (noto poi come Ronan Farrow). Secondo dichiarazioni di Mia Farrow, in realtà Ronan potrebbe non essere figlio naturale di Allen (come lei aveva precedentemente dichiarato sotto giuramento nella causa di separazione), ma dell'ex marito dell'attrice, Frank Sinatra, con cui non ha mai smesso di frequentarsi nei successivi vent'anni dopo il divorzio.
Allen e Farrow si separano nel 1992, dopo che l'attrice scoprì alcune fotografie pornografiche di Soon-Yi Farrow Previn - orfana coreana all'epoca dei fatti di 21 anni forse affetta da un disordine di apprendimento, adottata dalla Farrow e dall'ex-marito André Previn - scattate da Allen nel mese di gennaio. Dopo la scoperta da parte di Mia Farrow, Allen, secondo la stessa, dichiarò di amare Soon-Yi e di volerla sposare, poi cambiò idea e supplicò Mia Farrow di sposarlo, definendo la relazione con Soon-Yi "una tiepida relazione di poco conto", ma al rifiuto della Farrow se ne andò di casa con Soon-Yi. In seguito alla separazione Allen citò in giudizio Farrow, chiedendo la custodia dei figli adottivi Dylan e Moses e del figlio biologico Satchel, dando inizio a una lunga e pubblica battaglia legale.
Prima dell'inizio del procedimento, però, il pediatra della figlia adottiva Dylan Farrow, di 7 anni, in seguito a una visita, aveva contattato le autorità accusando Allen di abuso sessuale nei confronti della bambina, portando una registrazione delle dichiarazioni di quest'ultima fornita da Mia Farrow e come conseguenza il pubblico ministero Frank Maco chiese a un team di specialisti del Yale-New Haven Hospital di esaminare il caso. Nel frattempo Allen disse che i legali di Farrow gli chiesero sette milioni di dollari per lasciare cadere le accuse, ma lui rifiutò. Il team, dopo sei mesi, presentò una relazione in cui affermava di non ritenere che vi fosse stata una violenza sessuale, ammettendo però – da parte del regista – "un problema di confini nei suoi rapporti con la figlia Dylan" e la tendenza "ad avere con lei un comportamento con marcate implicazioni sessuali. Nella mente della bimba, l'amore ragazzo-ragazza equivale a baciarsi e abbracciarsi. Il padre, con lei, ha fatto esattamente questo, a volte con grande intensità, ed è pure diventato l'amante di sua sorella Soon-Yi", definendo infine entrambi i genitori "profondamente instabili" e incapaci di un rapporto equilibrato coi figli.

Invece la polizia del Connecticut, che aveva ricevuto la denuncia e indagato tramite un'unità investigativa speciale, rilasciò la seguente dichiarazione: 
Allen è notoriamente claustrofobico e afferma che mai sarebbe andato in una soffitta (il luogo indicato come teatro degli abusi) e sostiene che la storia sia derivata da una canzone di Dory Previn (ex moglie di André Previn ed ex amica di Mia Farrow), intitolata With My Daddy in the Attic ("Con mio papà in soffitta"), la quale racconta una storia simile; la canzone è del 1970 ed è contenuta in un album in cui la Previn raccontava anche del tradimento subito da Mia quando lei iniziò la relazione con André (nel brano Beware the Young Girls, cioè "Attenzione alle ragazze giovani"), una storia analoga a quella avvenuta con Soon-Yi. Secondo Allen, Dylan avrebbe negato inizialmente le molestie parlando col medico, e le avrebbe ammesse solo dopo insistenze della madre. Allen si sottopose alla macchina della verità, superando il test, mentre Mia Farrow lo rifiutò (secondo Farrow e Dylan, il test effettuato da Allen sarebbe stato una versione non valida). Allen nel 2014 fece anche notare che Stacey Nelkin, che lui aveva frequentato anni prima, aveva raccontato alla stampa di essere stata contattata da Mia Farrow all'epoca della causa per la custodia dei figli, nel 1993. Secondo la donna, la Farrow le chiese di testimoniare al processo e di dire che era minorenne all'epoca delle frequentazioni, anche se non era vero.
Il giudice Elliot Wilk, incaricato di decidere dell'affidamento di Dylan, non ritenne credibile il rapporto del team di specialisti per il rifiuto di due dei tre specialisti firmatari a testimoniare (gli unici, pare, ad aver effettivamente fatto colloqui con la bambina e con la madre) e a causa dell'indisponibilità degli appunti relativi alle ricerche dei membri del team, che erano state distrutte prima del processo. Allen, credendo che le accuse fossero assurde, nominò un difensore penalista solo dietro insistenza del proprio legale civilista, mentre la Farrow ebbe tra i suoi consulenti legali anche il noto avvocato Alan Dershowitz.
Dopo aver stabilito che non vi erano prove credibili a supporto della tesi di Allen di un plagio escogitato dalla madre per vendetta nei suoi confronti, riferendosi alla presunta molestia sessuale, il giudice scrisse nella sentenza: "probabilmente non sapremo mai cosa successe il 4 agosto 1992. Le dichiarazioni credibili di Ms. Farrow, del Dr. Coates, del Dr. Leventhal e di Mr. Allen provano comunque che l'atteggiamento di Mr. Allen verso Dylan è stato scandalosamente inappropriato e che misure devono essere prese per proteggerla". La custodia dei figli della coppia venne quindi concessa in esclusiva alla Farrow, mentre ad Allen venne negato il permesso di visitare Dylan; da quel momento egli poté vedere Ronan, che nel 1992 aveva cinque anni, solamente sotto supervisione, mentre Moses, all'epoca quattordicenne, decise di non frequentare suo padre. Nel settembre del 1993 il pubblico ministero Frank Maco dichiarò pubblicamente che, d'accordo con Mia Farrow e nonostante avesse "prove di colpevolezza", non avrebbe perseguito Allen per le accuse di molestia sessuale per risparmiare alla figlia adottiva, ritenuta troppo fragile, il trauma di un simile processo.
Allen, i suoi famigliari, i suoi amici e i suoi legali hanno sempre negato ogni accusa, parlando di manipolazione psicologica della madre sulla figlia e ascrivendo il tutto ad una vendetta della Farrow, mentre Soon-Yi, dal canto suo, accusò la madre adottiva di averla aggredita e picchiata e di altri abusi fisici e morali. Ronan, l'unico presunto figlio biologico di Allen, e che si considera figlio naturale di Allen e non di Sinatra, è oggi un noto avvocato e attivista per i diritti umani ed ha attaccato pubblicamente il regista circa le presunte molestie subite dalla sorella Dylan, la quale, nel 2014, a 28 anni, ha ribadito le accuse di violenza sessuale da parte del padre e difeso la madre in una lettera pubblicata sul blog del New York Times. Allen ha risposto tramite il suo legale definendo Dylan "bugiarda" e le accuse "false e vergognose", in quanto "all'epoca un'indagine minuziosa era stata condotta da esperti indipendenti incaricati dal tribunale", che affermarono che "non vi erano prove credibili dell'aggressione; che Dylan Farrow era incapace di distinguere tra immaginazione e realtà; che Dylan Farrow era stata probabilmente manipolata dalla madre Mia Farrow". D'altro canto il regista sostiene che Dylan possa anche essere in buona fede e sia stata davvero convinta dalla madre di essere stata molestata da lui, e le ha scritto negli anni alcune lettere a cui la ragazza non ha mai risposto.
Moses, che nel frattempo ha interrotto i rapporti con la madre, ha ripreso da adulto i contatti con Allen e ha dichiarato di essere stato picchiato spesso dalla Farrow e di non credere alle accuse di molestie alla sorella. Secondo Moses lei lo «spinse insistentemente a odiare mio padre per aver distrutto la famiglia e aver molestato sessualmente mia sorella. È ovvio che Woody non ha molestato mia sorella. Lei gli voleva bene e non vedeva l'ora di vederlo, quando lui veniva a trovarla. Non si è mai nascosta da lui finché nostra madre non è riuscita a creargli attorno un'atmosfera di paura e odio». Per Moses non era Woody, ma Mia il genitore dedito ad abusi ed è impossibile che fosse avvenuta una molestia sessuale, dato che c'erano molte persone durante le visite di Allen, e nessuno si appartava; lui stesso era presente e mai si accorse di nulla, pur avendo quasi 15 anni.

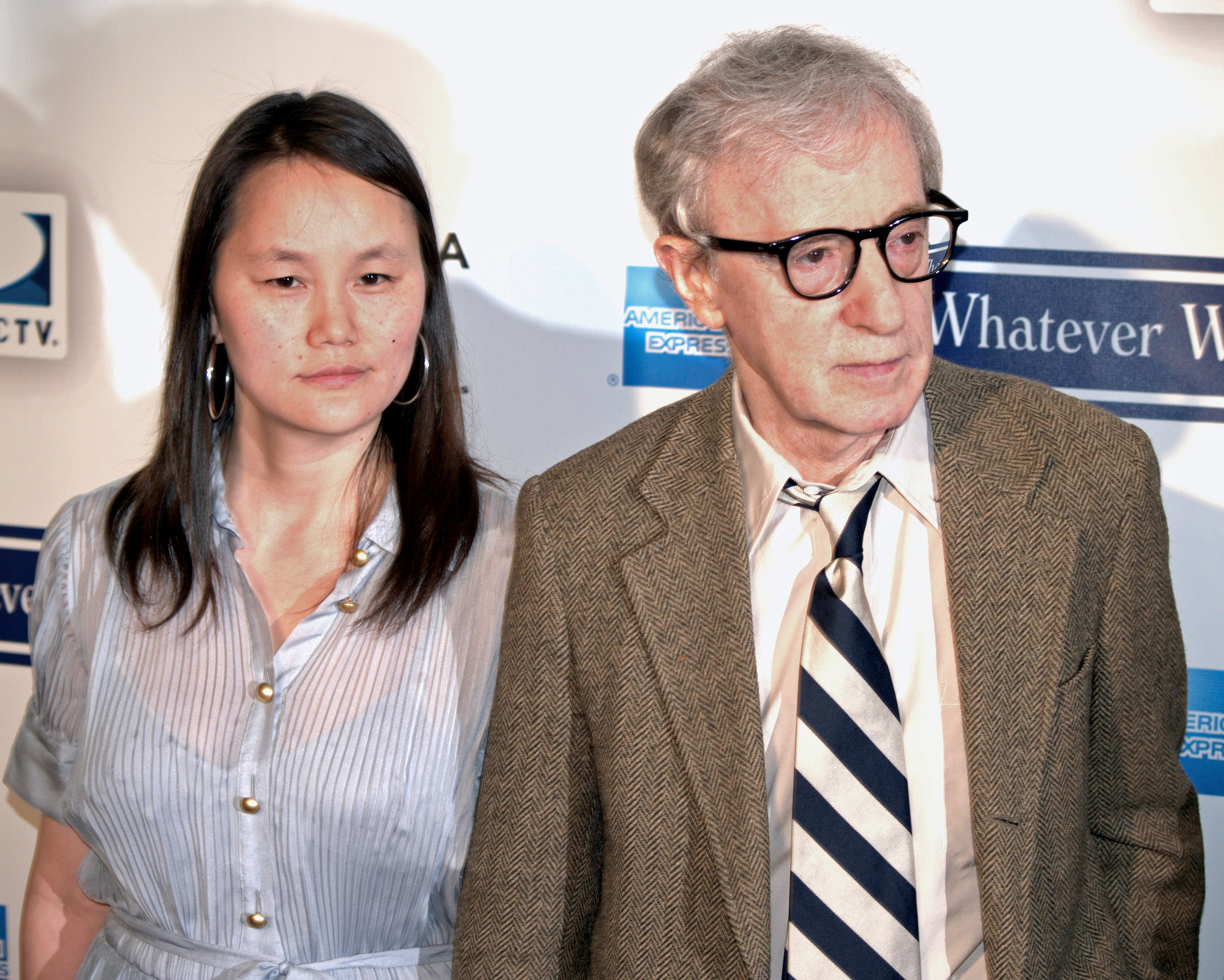
Woody Allen e Soon-Yi Previn al Tribeca Film Festival 2009

Riguardo a Soon-Yi, quando fu adottata da Mia Farrow e André Previn, l'orfanotrofio che la ospitava, dopo l'abbandono da parte di una madre violenta e dedita alla prostituzione, non conosceva la sua età, e le sue condizioni di abbandono erano tali che era quasi ridotta a uno stadio selvaggio: non conosceva nessuna lingua, mostrava paura alla vista di una bambola, nel vedere uno specchio reagiva con repulsione e tentava di calciarlo, provava disgusto per gli uomini tanto da emettere sibili appena uno le si avvicinava. Iscritta dalla Farrow a una scuola privata, mostrò disturbi di apprendimento e, nonostante i grandi miglioramenti, permasero difficoltà di apprendimento e socializzazione. All'epoca della scoperta della presunta relazione di Allen con Soon-Yi l'età della ragazza era stimata tra i 19 e i 22 anni, circa 35 anni meno di Woody Allen. Sebbene Allen e la Farrow non fossero sposati e Soon-Yi non fosse stata adottata da Allen, la notizia diede scandalo sulla stampa e sui media, visto il ruolo di Allen nelle vesti di compagno della Farrow e di padre di tre dei suoi figli e si discusse a lungo sulle implicazioni e sulla possibilità che la relazione fosse da considerarsi incestuosa.
Ronan dalla maggiore età ha avuto pochissimi - quasi nulli - rapporti col padre e, considerando Soon-Yi sua sorella, ha descritto come immorale la condotta di Allen, ritenendo che, sposandola, sia divenuto "suo cognato". Nel 1992 il Time Magazine riporta le seguenti affermazioni di Soon-Yi: "pensare che Woody fosse un padre o patrigno, per me è ridicolo [...] Lui si dedicava esclusivamente ai suoi figli e al suo lavoro, e non avevamo mai passato un momento insieme", mentre nel 2011 il regista dichiarò: "Dov'era lo scandalo? Mi sono innamorato di questa ragazza, e l'ho sposata. Siamo sposati da quasi 15 anni".
Ad appena un anno dalla separazione e dalla battaglia legale, Allen considererà comunque brevemente la Farrow come candidata per il ruolo di sua moglie nel film La dea dell'amore, ruolo poi andato a Helena Bonham Carter. La coppia Allen-Farrow ha girato 13 film: Una commedia sexy in una notte di mezza estate (1982), Zelig (1983), Broadway Danny Rose (1984), La rosa purpurea del Cairo (1985), Hannah e le sue sorelle (1986), Radio Days (1987), Settembre (1987), Un'altra donna (1988), New York Stories (1989), Crimini e misfatti (1989), Alice (1990), Ombre e nebbia (1992) e Mariti e mogli (1992).
In un'intervista del 2005 a Vanity Fair, Allen ha dichiarato che, nonostante lo scandalo che ha danneggiato la sua reputazione e la sua immagine, la scoperta delle fotografie da parte della Farrow fu "solo uno degli eventi fortuiti, dei colpi di fortuna della mia vita […] è stato un punto di svolta in meglio." Sulla sua relazione con la Farrow, e poi con Soon-Yi, ha dichiarato: "Sono sicuro che ci sono delle cose che avrei dovuto fare diversamente. […] Probabilmente in retrospettiva avrei dovuto dichiarare la relazione finita prima di quanto feci."

### Il terzo matrimonio

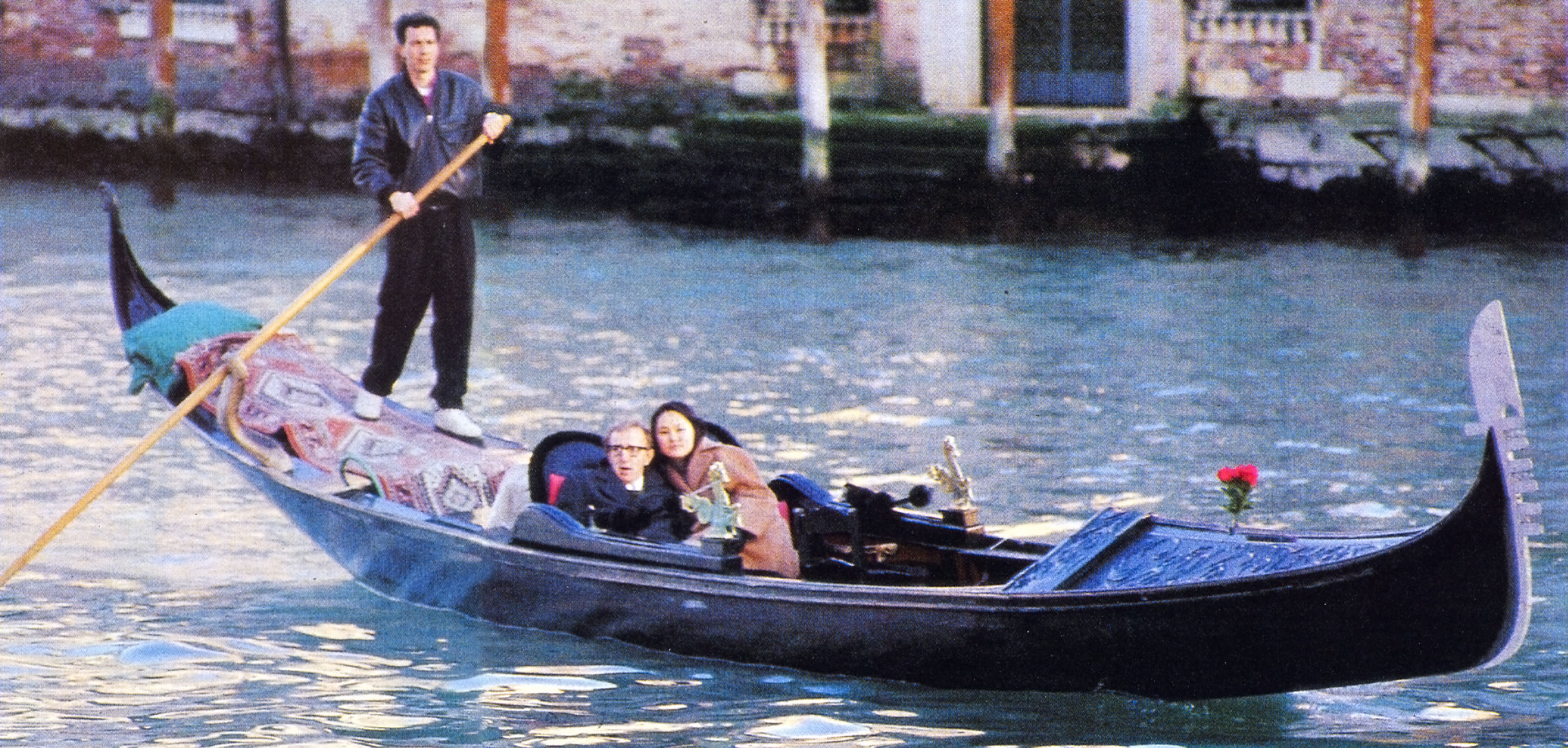
Woody Allen e Soon-Yi Previn a Venezia nel 1996

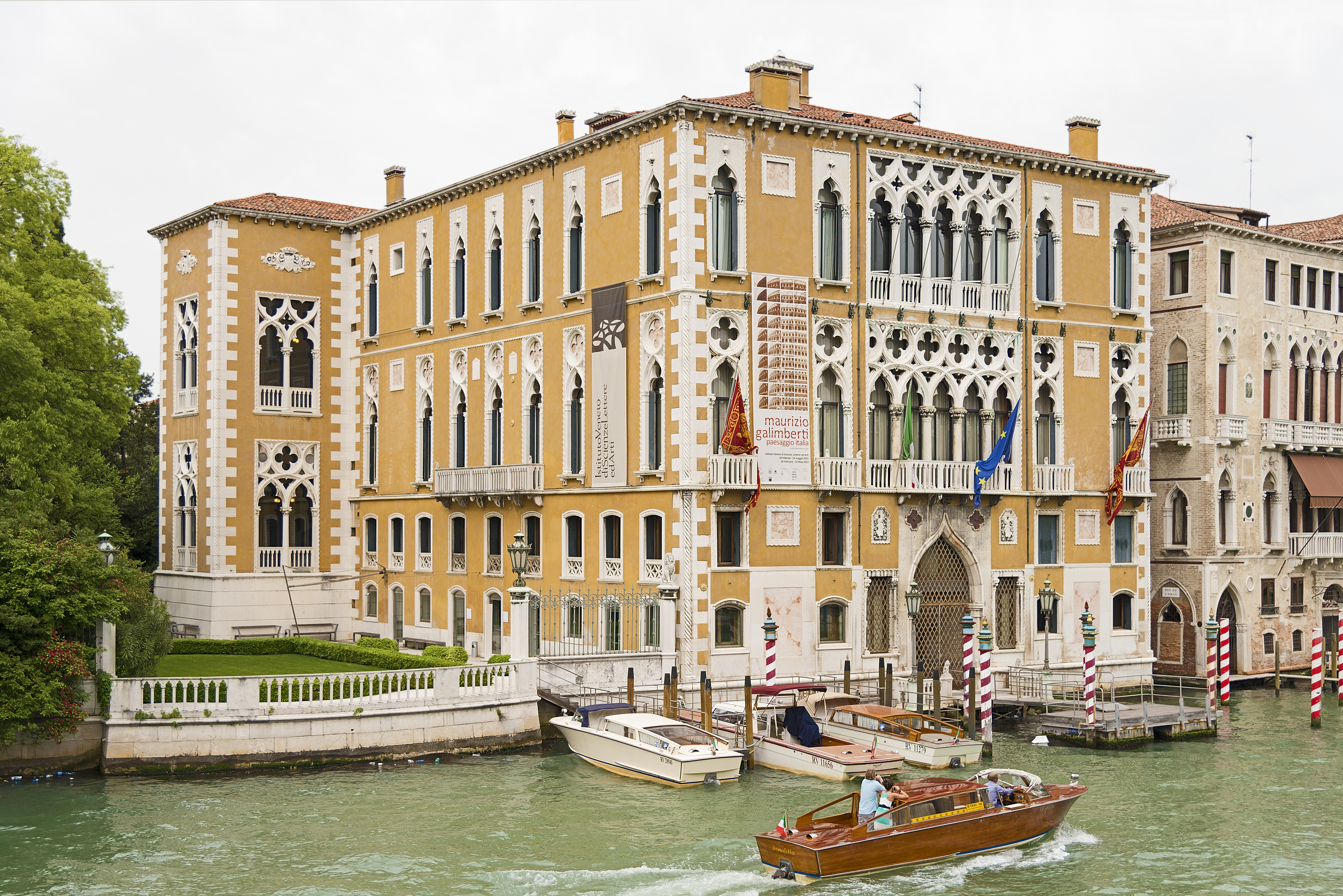
Palazzo Cavalli-Franchetti a Venezia, luogo delle terze nozze di Allen

Dopo la separazione ufficiale dalla ex-compagna, il regista continuò apertamente la sua relazione con Soon-Yi Previn. All'epoca aveva 57 anni e la Previn 22. La coppia si è sposata il 23 dicembre 1997 a Palazzo Cavalli-Franchetti, a Venezia, città amata da Allen. La cerimonia civile, celebrata dal sindaco Massimo Cacciari, si svolse in segreto, alla presenza di quattro persone, tra cui la sorella, la nipote e il cognato di Allen.
Successivamente hanno adottato due figlie, entrambe di origini asiatiche, Bechet Dumain Allen, cinese, adottata nel maggio 1999, e Manzie Tio Allen, nell'ottobre 2000, nata sei mesi prima nello Stato del Texas, da genitori coreani (i nomi sono stati scelti da Allen in omaggio a due dei suoi jazzisti preferiti, rispettivamente Sidney Bechet e Manzie Johnson).

### Gli altri successi
Per quanto riguarda la sua carriera, a partire dalla metà degli anni ottanta Allen inizia, quindi, a mescolare nelle sue opere aspetti romantici, comici e tragici. Negli anni successivi escono in successione Broadway Danny Rose, caratterizzato dall'impiego di attori non professionisti, La rosa purpurea del Cairo (1985), un altro film meta-cinematografico molto apprezzato dalla critica e uno dei film preferiti dello stesso Allen, e Hannah e le sue sorelle (1986), vincitore di tre Oscar 1987 ("miglior sceneggiatura originale", "miglior attore non protagonista" a Michael Caine e "miglior attrice non protagonista" a Dianne Wiest).
Nel 1987 dirige ben due film, Radio Days e Settembre, altra pellicola di ispirazione felliniana e bergmaniana. Nello stesso anno, dall'unione con la Farrow era nato Satchel, il suo primo figlio, e partecipa a King Lear di Jean-Luc Godard. Nel 1988 dirige Un'altra donna e partecipa al film collettivo New York Stories, insieme a Martin Scorsese e Francis Ford Coppola, dirigendo l'episodio Edipo relitto.
Nel 1989 Crimini e misfatti, uno dei suoi film più amati, ottiene un buon successo di pubblico e critica. L'anno successivo esce Alice, del quale è protagonista incontrastata Mia Farrow. Allen, nel frattempo, recita a fianco a Bette Midler in Storie di amori e infedeltà, diretto da Paul Mazursky. Al Festival di Berlino del 1992 viene presentato, con scarso successo, Ombre e nebbia, un omaggio in bianco e nero al cinema espressionista tedesco del secondo decennio del XX secolo, un omaggio a Franz Kafka. Nello stesso anno accetta di produrre cinque spot televisivi di quarantacinque secondi per la Coop, la catena di supermercati italiani.

### Il ritorno al cinema
Nel 1992 torna al cinema con Mariti e mogli, l'ultimo film della coppia Allen-Farrow, con un cast di quarantadue attori, di cui sette protagonisti, cui segue Misterioso omicidio a Manhattan (1993), che combina thriller e commedia nera, e Pallottole su Broadway (1994). Nello stesso anno dirige la trasposizione televisiva di una sua vecchia commedia per la ABC, Don't Drink the Water, già precedentemente portata sul grande schermo da Howard Morris, con il titolo Come ti dirotto il jet, nel 1969.
Nel 1995 esce La dea dell'amore, che frutta un premio Oscar alla protagonista Mira Sorvino; nel 1996 Allen dirige il suo primo musical, Tutti dicono I Love You, ambientato a Venezia, New York e Parigi. Gli attori furono informati dal regista che avrebbero dovuto cantare loro stessi solamente il primo giorno delle riprese. Subito dopo la realizzazione della pellicola Allen ha dichiarato di voler dirigere un altro musical, ma da allora non si è mai saputo più nulla di tale progetto. Nel 1997 è la volta di Harry a pezzi, che ottiene una nomination all'Oscar per la migliore sceneggiatura originale.
Dopo aver sposato, il 22 dicembre 1997 a Venezia, la compagna Soon-Yi, alimentando nuove polemiche, si dedica a un progetto sul mondo del cinema e della moda, Celebrity (1998), completamente girato a New York, in bianco e nero, che si avvale della fotografia di Sven Nykvist, col quale aveva già collaborato negli anni ottanta, e che vanta un ricco cast comprendente Leonardo DiCaprio, Melanie Griffith, Kenneth Branagh, Charlize Theron e Winona Ryder. Nel 1998 esordisce come doppiatore nel film d'animazione della DreamWorks Z la formica, nel quale dà la voce a Z, il protagonista del film, formica nevrotica modellata sulla sua personalità e sul suo aspetto; esce anche Wild Man Blues, un documentario di Barbara Kopple che ha seguito il tour europeo di Allen e della sua jazz band. Nel 1999 esce Accordi e disaccordi, presentato fuori concorso alla Mostra di Venezia, falso documentario dedicato al mondo del jazz degli anni trenta.

### I flop e la crisi
Nel 2000 cambia studio di produzione e passa alla DreamWorks SKG: il primo film girato per la nuova compagnia è Criminali da strapazzo. La pellicola è un discreto successo commerciale in patria, ma le quattro successive si rivelano dei flop al botteghino e vengono accolte male dalla critica: nel 2001 dirige La maledizione dello scorpione di giada, un omaggio ai film dell'epoca d'oro di Hollywood, e continua la sua prolifica produzione con Hollywood Ending (2002), altro film autobiografico (nel quale, non a caso, interpreta un vecchio regista hollywoodiano in declino), Anything Else (2003) e Melinda e Melinda (2004).
I suoi film ottengono quasi sempre un maggior successo in Europa (in particolare in Francia e in Italia, dove il regista ha molti fan), e lo stesso Allen dichiarò le sue difficoltà nel mercato statunitense, ammettendo di "sopravvivere" grazie al mercato europeo. Nel frattempo nel 2000 recita in Ho solo fatto a pezzi mia moglie di Alfonso Arau.

### Il ritorno al successo: la trilogia londinese e il film "spagnolo"

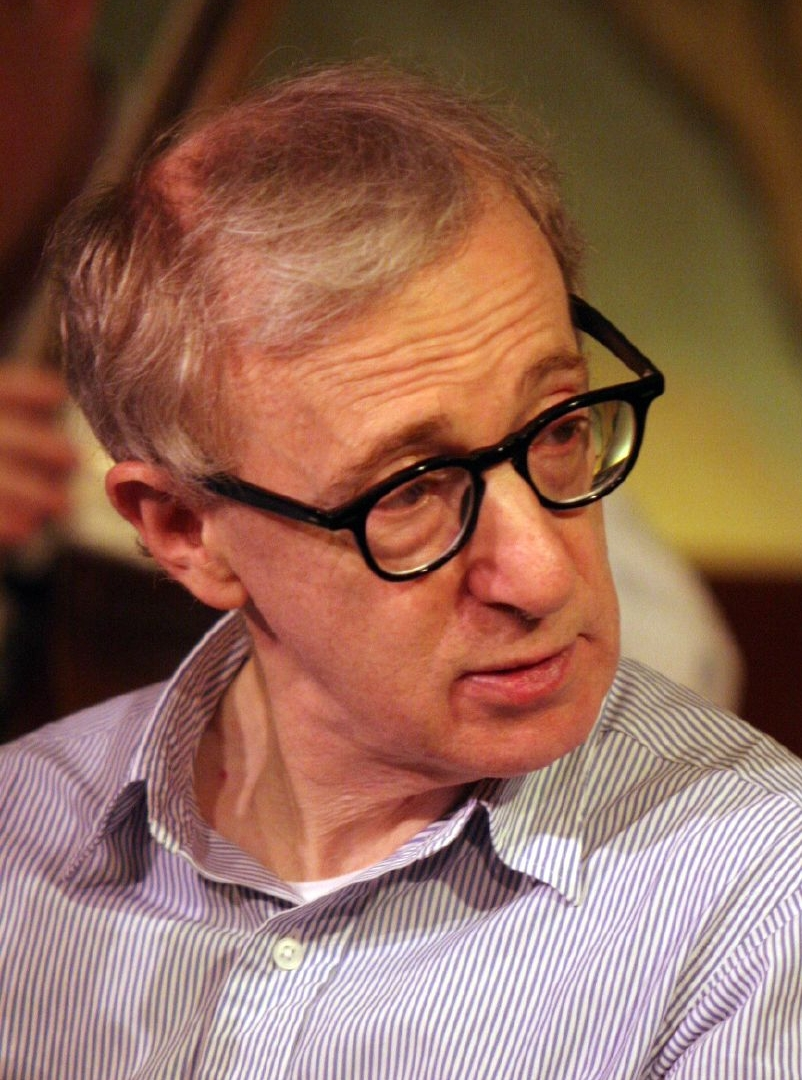
Woody Allen a New York nel 2006

Il ritorno alla ribalta, quando tutti ormai lo consideravano un regista sul viale del tramonto, avviene al Festival di Cannes 2005, dove presenta una pellicola assolutamente atipica per la sua filmografia, Match Point, con Jonathan Rhys-Meyers e Scarlett Johansson. Allen, questa volta solo sceneggiatore e regista, abbandona i toni della commedia per girare un dramma/thriller di denuncia sociale (in parte liberamente ispirato dal celebre romanzo Delitto e castigo di Fëdor Michajlovič Dostoevskij). La pellicola è insolitamente ambientata per la prima volta a Londra (lontano dalla sua New York), e adotta anche una colonna sonora decisamente nuova per Allen: non più jazz, ma opera lirica. Il film incassò negli USA più di 23 milioni di dollari (rivelandosi il suo film più proficuo degli ultimi 20 anni) e Allen ricevette ancora una volta una candidatura agli Oscar per la sceneggiatura. Il regista lo considera tra i suoi film meglio riusciti (nel senso di più fedeli alla sua visione originale), come ha dichiarato in un'intervista concessa a Premiere Magazine.
Il 28 luglio 2006 esce negli USA il suo nuovo film, Scoop, scritto appositamente per poter nuovamente lavorare con Scarlett Johansson, accanto a Hugh Jackman, Ian McShane e Kevin McNally, e nuovamente ambientato a Londra. Nel film, in un ritorno alla commedia, Allen tornò a recitare dopo 3 anni di assenza dagli schermi (l'ultima apparizione era stata in Anything Else nel 2003).

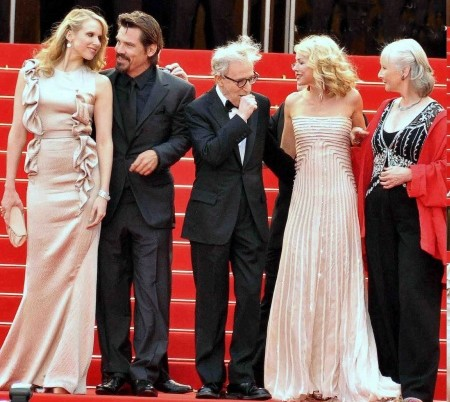
Woody Allen (al centro) e il cast di Incontrerai l'uomo dei tuoi sogni: da sinistra Lucy Punch, Josh Brolin, Woody Allen, Naomi Watts e Gemma Jones al Festival di Cannes 2010

Il terzo ed ultimo film ambientato nella capitale britannica (e l'unico dei tre senza Scarlett Johansson nel cast) è Sogni e delitti, presentato fuori concorso alla 64ª Mostra internazionale d'arte cinematografica di Venezia, la cui uscita nelle sale cinematografiche italiane è stata il 1º febbraio 2008. La pellicola segna un ritorno ai toni cupi e drammatici di Match Point, dopo il breve ritorno alla commedia leggera di Scoop; il cast vede come protagonisti Colin Farrell, Ewan McGregor (che interpretano due fratelli), Tom Wilkinson, Hayley Atwell e Sally Hawkins.
Nel frattempo Allen torna alla narrativa dopo 25 anni di assenza pubblicando la raccolta di racconti umoristici Pura anarchia. Il film successivo di Allen (2008) è Vicky Cristina Barcelona, il suo quarto lungometraggio girato al di fuori degli Stati Uniti, questa volta in Spagna, principalmente a Barcellona. Del cast fanno parte Scarlett Johansson, Penélope Cruz, che per il ruolo ha vinto il premio Oscar come migliore attrice non protagonista nel 2009 (il primo assegnato ad un'attrice spagnola), Javier Bardem e Rebecca Hall. Nel film appare, in un breve cameo, Joan Pera, storico doppiatore spagnolo di Allen. Il film tratta di un intrigo amoroso a Barcellona tra un pittore, la sua ex e due turiste statunitensi. Il film si rivela, inaspettatamente, un vero successo, e, assieme a Match point, uno dei film più proficui del regista.

### Il ritorno a New York
Dopo il lungo soggiorno "cinematografico" in Europa, Allen decise di tornare nella sua New York per il progetto successivo, Basta che funzioni, una commedia drammatica dai forti toni autobiografici, con Larry David, Evan Rachel Wood e Patricia Clarkson. Il film era stato scritto da Allen verso la fine degli anni settanta ed il protagonista, interpretato da Larry David, era sceneggiato per Zero Mostel, che tuttavia morì nel 1977, l'anno di uscita di Io e Annie, prima che il progetto potesse realizzarsi, e portando Allen a "congelare" di fatto il film per oltre trent'anni.

### Anni successivi: commedie e nuovi film in Europa

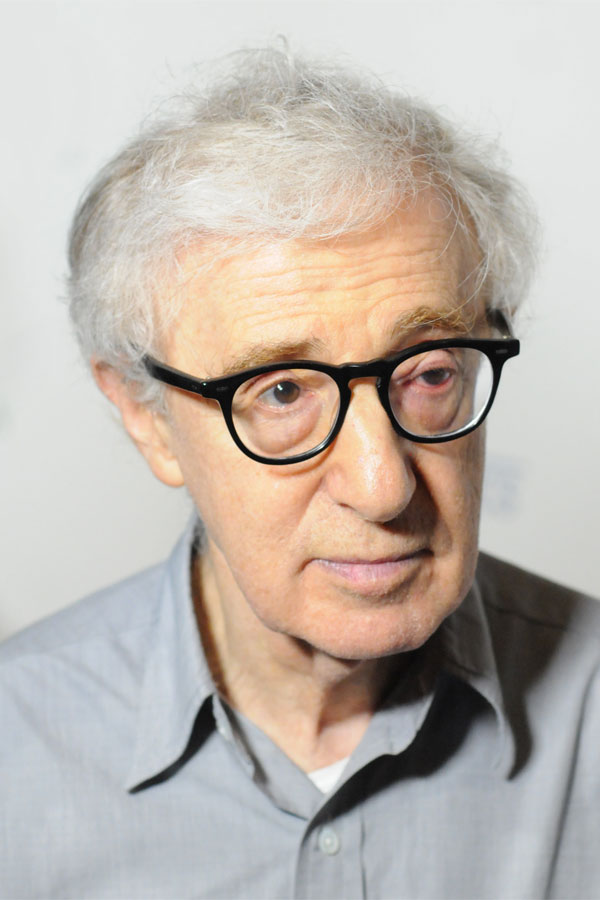
Woody Allen a Chicago nel 2015

Nel 2010 dirige Incontrerai l'uomo dei tuoi sogni, ambientato a Londra ed interpretato da un nutrito cast che comprende Antonio Banderas, Josh Brolin, Anthony Hopkins, Anupam Kher, Freida Pinto e Naomi Watts, mentre l'11 maggio 2011 esce Midnight in Paris, con un cast comprendente Owen Wilson, Rachel McAdams, Marion Cotillard, Kurt Fuller, Michael Sheen, Adrien Brody, Tom Hiddleston e un cameo di Carla Bruni. Il film gli fa ottenere un Golden Globe per la miglior sceneggiatura originale e il suo quarto Oscar, il terzo per la sceneggiatura originale.
Nel 2011 gira nei mesi di luglio e agosto a Roma il suo nuovo film con il celebre attore e regista italiano Roberto Benigni e nuovamente con l'attrice spagnola Penelope Cruz, che doveva inizialmente chiamarsi Bop Decameron o Nero Fiddle. Ad ottobre del 2011 il regista comunica di aver cambiato il nome del film, uscito poi nel 2012, in To Rome with Love.
Nel 2013 dirige il film Blue Jasmine, di cui ha anche scritto la sceneggiatura. Anche in questo caso Allen si rivede candidato all'Oscar per la miglior sceneggiatura originale, categoria che l'ha consacrato nel mondo dell'Academy Award. La protagonista, Cate Blanchett, grazie a questo film ottiene il suo secondo Premio Oscar e il terzo Golden Globe. Nel 2014 gira nel sud della Francia Magic in the Moonlight, con Emma Stone e Colin Firth.
Nel gennaio 2015 è stato annunciato che Allen avrebbe diretto una serie televisiva per Amazon.com. La serie, intitolata Crisis in Six Scenes, è stata pubblicata attraverso la piattaforma di video-on-demand Amazon Instant Video il 30 settembre 2016. Sempre nel 2015 esce il suo film Irrational Man, mentre nel 2016 è la volta di Café Society,
Nel 2017 esce La ruota delle meraviglie, seguito dal ritorno di Allen in un film ambientato nella sua città, Un giorno di pioggia a New York (2019), la cui uscita è stata ritardata in Europa a causa del boicottaggio seguito al movimento #MeToo (a cui aderiscono Dylan e Ronan Farrow) contro personaggi che hanno subito accuse di molestie durante la loro vita. Molti attori hanno preso le distanze da Allen, difeso invece ad esempio pubblicamente da Diane Keaton, Spike Lee, Joaquin Phoenix e Scarlett Johansson, oltre che dalla moglie Soon-yi Previn. Amazon e la casa editrice Hachette (la stessa di Ronan) hanno deciso di non onorare il contratto e di non pubblicare l'autobiografia del regista, A proposito di niente (2020), la quale uscirà invece in Europa (in Italia per La nave di Teseo), compresa probabilmente la Russia con la casa editrice governativa RT, legata alla tv di Stato di Putin, Russia Today. Allen ha intentato causa ad Amazon per 80 milioni di dollari per danni materiali e morali. Il libro è comunque commercializzato sul sito Amazon fuori dagli Stati Uniti e dal 2021 è reso disponibile anche su Amazon in lingua inglese. Secondo molti il regista è soggetto a una forte campagna di cancel culture, che però lui stesso dice aver poco influito sul suo lavoro.
Nella seconda metà del 2020 (in Italia nella tarda primavera del 2021) esce il nuovo film  “Rifkin's Festival”.
Nel 2022 esce il nuovo libro di racconti, Zero Gravity, in contemporanea tra USA e Italia, rispettivamente per Simon & Schuster e La Nave di Teseo.
Nel settembre 2023 presenta alla Mostra internazionale d'arte cinematografica il suo cinquantesimo film, Un colpo di fortuna - Coup de chance.

## Idee politiche
Non è mai stato apertamente schierato politicamente, ma negli ultimi anni ha sostenuto esplicitamente il Partito Democratico statunitense, anche se ha ammesso di non averlo sempre scelto, in passato.
Sulla politica statunitense ha detto che «in generale un'affermazione della destra è sempre una cattiva notizia, è sempre una faccenda pericolosa. Perché la destra dà risposte molto semplici, dirette a problemi enormi. Ci sono i senzatetto? Che se ne vadano. C'è un aumento di criminali? Ripristiniamo la pena di morte. Soluzioni che naturalmente non tentano di capire il perché dei fenomeni a cui vengono applicate. Al momento possono sembrare efficaci, ma fra venti anni sarà peggio e ne faranno le spese le generazioni del futuro che di nuovo si troveranno di fronte problemi gravissimi».

### La questione israeliana
Riguardo alla politica estera e allo Stato d'Israele ha dichiarato: 
Ha affermato inoltre che il sionismo delle origini fosse pacifico, ma che in seguito all'ostilità degli arabi si fosse trasformato in un movimento aggressivo:
Nel 2013 ha equiparato l'antisionismo all’antisemitismo, affermando che dietro le polemiche contro Israele si cela "un odio ancora più profondo" nei confronti del popolo ebraico: «Molta gente camuffa i suoi sentimenti negativi nei confronti degli ebrei con una critica, critica politica, riguardo Israele. In sostanza ciò che realmente intendono è che non gli piacciono gli ebrei. ( [...] ) Visti i bassi standard di tolleranza in tutto il mondo, l'America è un posto tollerante con gli ebrei».

## Estetica e stile
Quasi tutte le sequenze dei titoli di apertura e di chiusura dei film di Allen presentano come carattere di scrittura il Windsor bianco su sfondo nero, senza effetti di scorrimento, con musica jazz di sottofondo. Il cinema di Allen contiene molti riferimenti all'umorismo ebraico, alla filosofia, alla psicoanalisi e anche, in maniera critica e satirica, alla religione.
Allen si rifiuta di guardare i suoi film dopo la loro uscita nelle sale; il regista, infatti, ha affermato che rivedendo la pellicola finita sicuramente penserebbe che il film non sia sufficientemente buono e che avrebbe potuto fare di meglio. Anche per questo motivo non ha mai registrato un commento audio per nessuno dei suoi film da includere nei DVD, per i quali pretende edizioni semplici, prive di extra, monodisco e con l'audio mono che caratterizza tutti i suoi film.

### I primi film slapstick
I primi anni della carriera risentono fortemente delle precedenti esperienze di Allen in televisione e come comico. Il suo talento camaleontico si esprime nelle prime pellicole in tutte le sue forme, come regista-sceneggiatore-attore, decretandolo protagonista assoluto e mattatore dei suoi primi lavori, commedie pure che presentano una comicità molto semplice e fisica, da classica slapstick comedy, espressa con un ritmo frenetico di gag visive e battute fulminanti, che da sempre caratterizzano i dialoghi di Allen, tenute insieme da una trama esile, creata ad arte come raccordo tra le varie situazioni necessarie per gli sketch.
Allen punta molto sulla sua figura, plasmandosi addosso un personaggio su misura per il suo stile, sviluppato a partire dai primi anni del cabaret e perfezionato nel tempo, divenuto poi l'immagine classica percepita dal pubblico; nevrotico, paranoico, impacciato e sfortunato con le donne, Allen sceglie sempre al suo fianco come co-protagonista le proprie compagne, prima Louise Lasser, poi Diane Keaton e infine Mia Farrow, dopo la quale non ci sarà più una "primadonna".
Tra le maggiori influenze di questo periodo figurano Bob Hope e Groucho Marx. In tutti i primi film, Prendi i soldi e scappa (1969), Il dittatore dello stato libero di Bananas (1971), Tutto quello che avreste voluto sapere sul sesso* *ma non avete mai osato chiedere (1972), Il dormiglione (1973) e Amore e guerra (1975), sono presenti elementi surreali ed assurdi, a caratterizzare ed amplificare l'effetto comico. Allen, per esempio, indossa continuamente i suoi occhiali con la montatura nera, tipicamente anni settanta, ma che non abbandonerà mai, neanche in Amore e guerra, ambientato in Russia in epoca napoleonica.

### Le commedie sofisticate

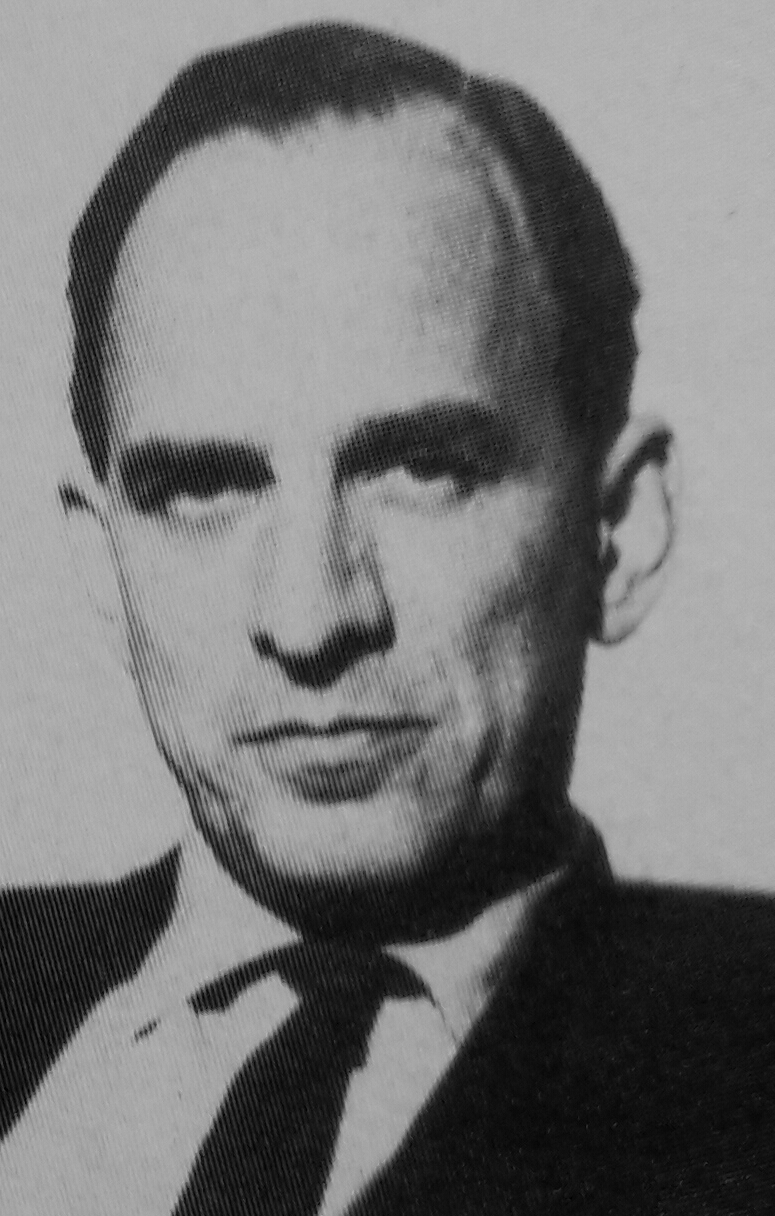
Ingmar Bergman, principale modello del regista

Federico Fellini, un altro esempio per Allen

Il punto di svolta arriva nel 1977, con quello che è considerato il suo capolavoro, Io e Annie; i maggiori successi critici e commerciali di Allen arrivano proprio nel decennio che inizia con l'uscita nelle sale di questa pellicola. Il film, considerato un classico moderno, segna il passaggio di Allen ad una comicità più sofisticata, mescolata ad aspetti drammatici, segnando allo stesso tempo un nuovo modello per il genere della commedia romantica.
Negli anni ottanta comincia ad inserire nei suoi film diversi riferimenti filosofici e dimostra il suo anticonformismo. I film di Allen non sono più solamente comici, ma portano con sé una componente riflessiva più marcata; la trama non è più solo un filo conduttore per legare un susseguirsi di gag e battute, ma assume un ruolo centrale nel film, diventando più studiata, arricchita da sottotrame romantiche e drammatiche. Seguirono altri film come Interiors (1978) e Manhattan (1979), una serenata alla sua amata New York, definito da alcuni critici statunitensi "l'unico grande film americano degli anni settanta", condito da una comicità meno buffonesca e più riflessiva.
In questo periodo emerge una delle caratteristiche peculiari della cinematografia alleniana, che sarà d'ora in poi una costante, la riflessione sul ruolo stesso del regista, dell'autore e, più in generale, una riflessione sull'arte cinematografica, che daranno vita ad una serie di pellicole meta-cinematografiche e dai forti toni autobiografici. Solitamente il protagonista di queste pellicole è lo stesso Allen, ma nel tempo, con l'avanzare dell'età, ha talvolta ceduto il "suo ruolo": a John Cusack in Pallottole su Broadway (1994), Kenneth Branagh in Celebrity (1998), Jason Biggs in Anything Else (2003, dove comunque appare lui stesso come interprete), Will Ferrell in Melinda e Melinda (2004) e Owen Wilson in Midnight in Paris (2011).
La prima pellicola di questo genere è Stardust Memories (1980), dalla forte componente autobiografica, ispirato al cinema europeo ed in particolare a Federico Fellini e di nuovo a Ingmar Bergman. Nel film un regista di successo, Sandy Bates, interpretato dallo stesso Allen, esprime il suo risentimento e il suo disprezzo per i propri fan; sconvolto dalla recente morte di un caro amico, Bates afferma di non voler mai più girare film comici, ed una gag ricorrente per tutto il film vede diverse persone (compreso un gruppo di alieni) esprimere a Bates il proprio apprezzamento per i suoi film, "specialmente i primi comici". La gag è chiaramente uno sfogo dello stesso Allen e del suo pensiero, frustrato dai continui commenti di chi lo ritiene solo un autore comico.
Questo tipo di riflessione continua nelle pellicole successive, Zelig (1983), tragi-comica parodia idiosincratica di un documentario degli anni venti-trenta, Broadway Danny Rose (1984), caratterizzato dall'impiego di attori non professionisti, e La rosa purpurea del Cairo (1985), che in un'intervista con Tim Teeman al Times cita come uno dei suoi sei film meglio riusciti. A partire dalla metà degli anni ottanta, Allen inizia, quindi, a mescolare nelle sue opere aspetti romantici, comici e tragici.
Si susseguono in breve tempo Hannah e le sue sorelle (1986), vincitore di tre Oscar 1987 ("miglior sceneggiatura originale", "miglior attore non protagonista" a Michael Caine e "miglior attrice non protagonista" a Dianne Wiest), Radio Days (1987), nel quale recitano fianco a fianco Diane Keaton e Mia Farrow, Settembre (1987), altra pellicola di ispirazione felliniana e bergmaniana, e Un'altra donna (1988), oltre al film collettivo New York Stories, insieme a Martin Scorsese e Francis Ford Coppola, dirigendo l'episodio Edipo relitto.
Nel 1989 Crimini e misfatti, il cui il tema centrale è l'ipocrisia borghese nella tradizione ebraica, ottiene un buon successo di pubblico e critica, e l'anno successivo esce Alice, del quale è protagonista incontrastata Mia Farrow. Al Festival di Berlino del 1992 viene presentato, con scarso successo, Ombre e nebbia, un omaggio in bianco e nero al cinema espressionista tedesco. Altre sue opere sono Mariti e mogli, il film più autobiografico e sincero, e Pallottole su Broadway (1994).

### Il ritorno ai toni leggeri

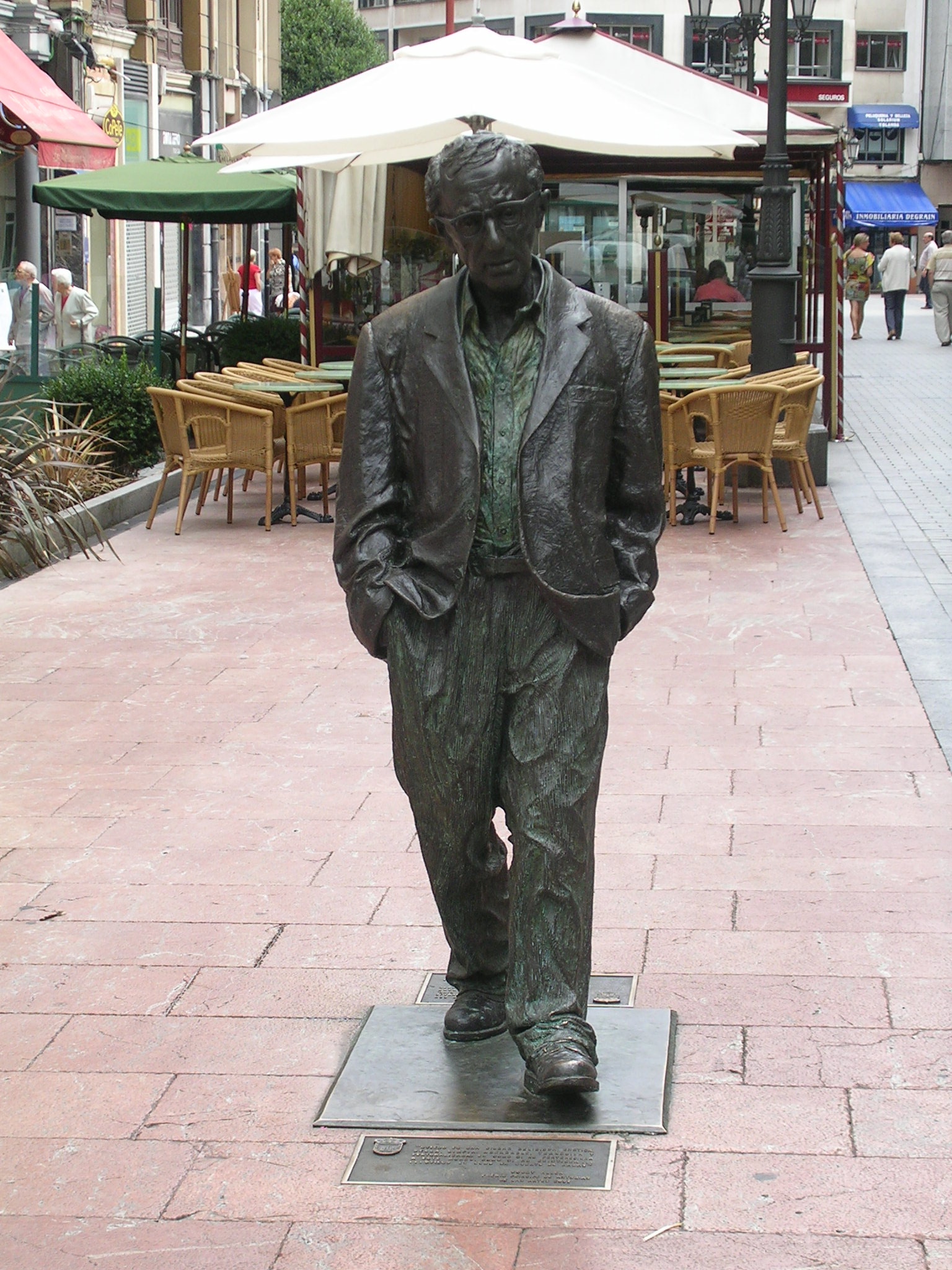
La statua di Allen ad Oviedo, Spagna

Verso la metà degli anni novanta la sua produzione torna ad assumere toni più leggeri, pur mantenendo uno stile ricercato ed intelligente; nel 1995 esce La dea dell'amore, nel 1996 Allen dirige il suo primo musical, Tutti dicono I Love You. Nel 1997 è la volta di Harry a pezzi, altro film meta-cinematografico ispirato al capolavoro del regista svedese Ingmar Bergman Il posto delle fragole (1957).
Nel 1999 esce Accordi e disaccordi, presentato fuori concorso alla cinquantaseiesima edizione della Mostra Internazionale d'Arte Cinematografica di Venezia, film biografico dedicato al mondo del jazz degli anni trenta. Nel 2000 è la volta di Criminali da strapazzo, primo film girato per la DreamWorks SKG, che presenta un'inversione di tendenza: Allen inizia a concedere più interviste e sembra intenzionato a tornare alle origini del suo stile comico.

### Il dramma e la commedia
Il ritorno alla ribalta avviene al Festival di Cannes 2005, dove presenta un film atipico per la sua filmografia, Match Point, con Jonathan Rhys-Meyers e Scarlett Johansson. Allen, questa volta solo sceneggiatore e regista, abbandona i toni della commedia per girare un dramma/thriller ambientato a Londra, lontano dalla sua New York, e cambia anche la colonna sonora: non più jazz, ma musica lirica. In un'intervista concessa a Premiere Magazine, Allen ha dichiarato di considerare Match Point il suo miglior film.
Segue una commedia, Scoop (2006) e, dopo la pausa leggera, Sogni e delitti, che segna un ritorno ai toni cupi e drammatici di Match Point. Il suo quarto film europeo, Vicky Cristina Barcelona, è ancora una commedia drammatica, questa volta a sfondo sentimentale, ambientata nella capitale catalana. Con Basta che funzioni (2009) Woody Allen torna a girare nell'amata New York, dopo diversi anni di assenza. Con Midnight in Paris e To Rome With Love, commedie romantiche uscite rispettivamente nel 2011 e 2012, utilizza come sfondo le città europee di Parigi e Roma concludendo l'ideologica trilogia iniziata con Vicky Cristina Barcelona. Nel 2013 unisce molte tematiche che ha sempre trattato mettendo in scena uno scontro fra borghesia e ceto medio nella commedia dai toni cupi Blue Jasmine con protagonista Cate Blanchett.

### Interessi e tematiche

#### La psicoanalisi
(Mickey Sachs/Woody Allen in Hannah e le sue sorelle)
Celebre per la sua immagine nevrotica, Allen ha passato più di trent'anni in psicoanalisi. Frequenta per la prima volta uno specialista nel 1959 poiché inizia a sentirsi malinconico senza capirne il motivo. Da allora la terapia diventa un appuntamento fisso ed irrinunciabile, in media una volta a settimana, tranne brevi periodi di pausa. In momenti più intensi, invece, Allen arriva a frequentare lo studio psicoanalitico tre volte a settimana.
Gran parte dei suoi film contiene riferimenti a questo suo problema o anche scene esplicite di psicoanalisi, ed è diventata una caratteristica essenziale del "personaggio" Allen. Persino il film d'animazione Z la formica, nel quale Allen doppia il protagonista Z, inizia con una classica scena di psicoanalisi. Il regista ha dichiarato di aver concluso la terapia più o meno al tempo dell'inizio della sua relazione con Soon-Yi Previn, anche se ha dichiarato di soffrire ancora di claustrofobia ed agorafobia. Fra le altre sue fobie, spesso ingigantite per l'effetto surreale dei suoi film, ma da lui anche confermate: è terrorizzato da insetti, cani, cervi, colori brillanti, strapiombi, dalla folla, dal cancro e dal sole.
La psicoanalisi riveste nei film di Allen un importante snodo narrativo, come in Harry a pezzi o Un'altra donna, oltre a essere fonte di ricorrente ironia. La pratica psicoanalitica ha avuto una notevole importanza nella vita di Allen, ciononostante egli tende ad ascriverla nei propri film a un carattere tipico della borghesia contemporanea, spesso animato da interessi economici, oltre che inefficace rispetto alla soluzione dei veri drammi della vita, agli occhi di Allen esistenziali, anziché psicologici.

#### Il jazz e il clarinetto

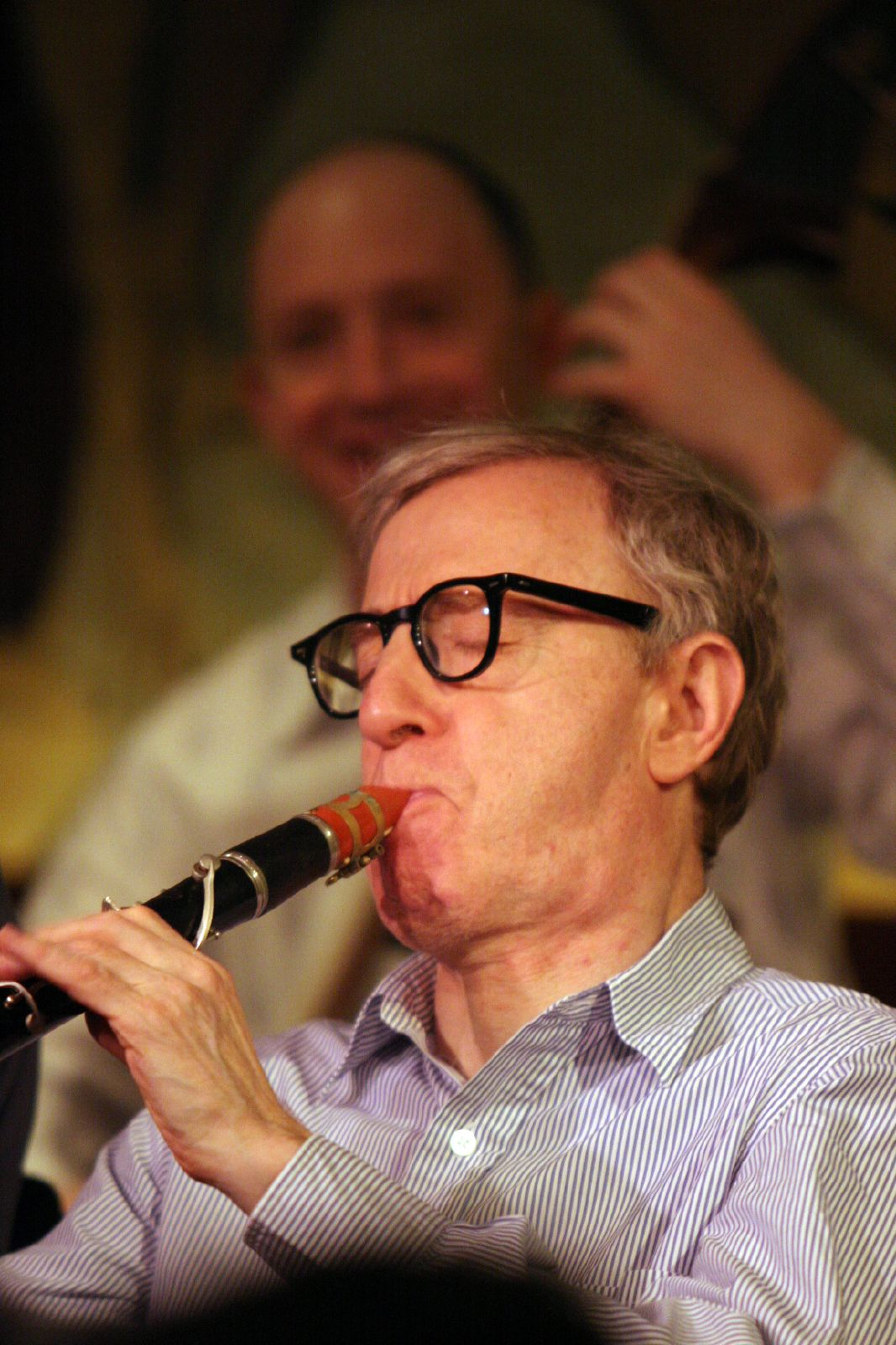
Woody Allen al clarinetto nel 2006

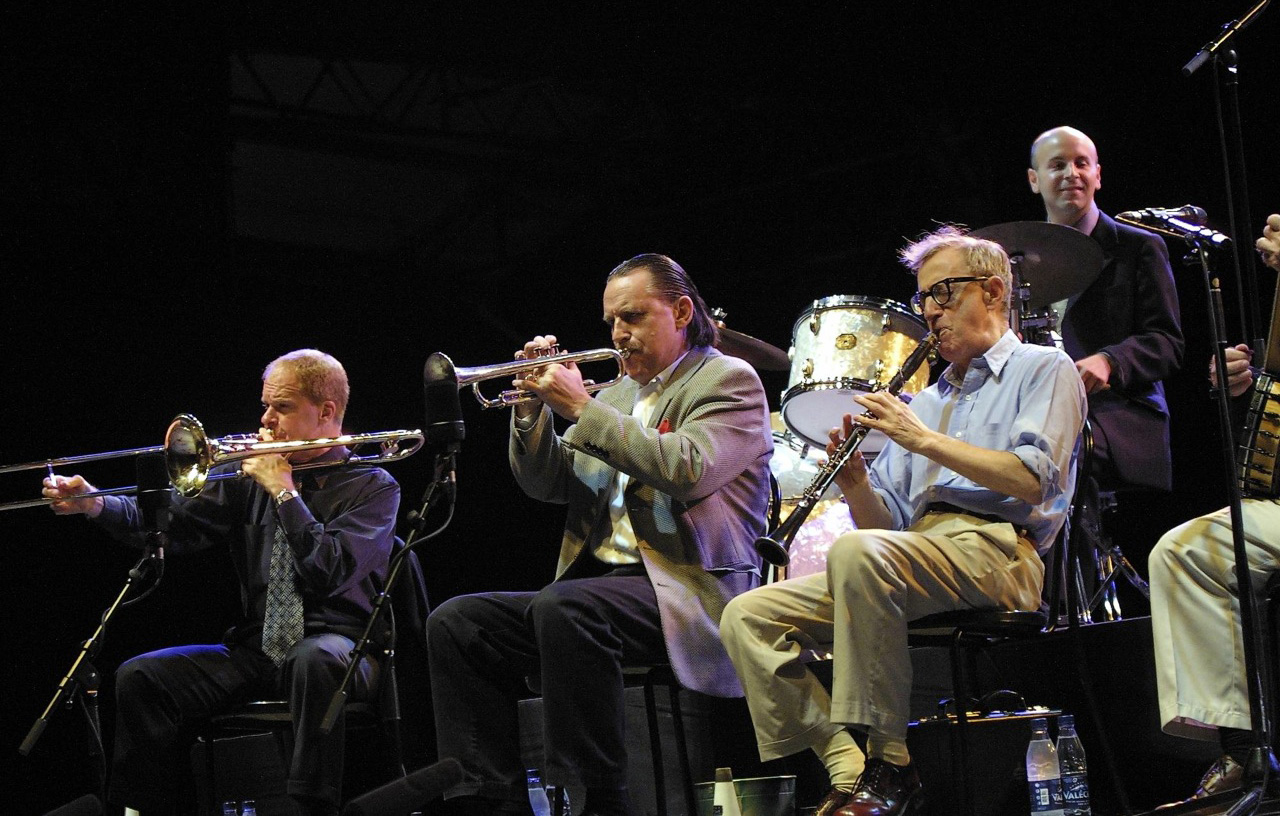
Woody Allen e la sua New Orleans Jazz Band nel 2003

Allen è un grandissimo fan e conoscitore della musica jazz, che spesso è una presenza prominente nelle colonne sonore delle sue opere, soprattutto quella classica americana degli anni trenta e anni quaranta.
Non a caso nel finale di Manhattan, nella scena nella quale Isaac Davis (interpretato dallo stesso Allen) elenca a se stesso, ed al pubblico della pellicola, le cose per cui vale veramente la pena vivere, accanto a Groucho Marx, Joe DiMaggio (nella versione originale si tratta in realtà di Willie Mays), il secondo movimento della sinfonia Jupiter di Mozart, i film svedesi, L'educazione sentimentale di Flaubert, Marlon Brando, Frank Sinatra, le "incredibili mele e pere" dipinte da Cézanne e i granchi da Sam Wo, mette il suo amato Louis Armstrong, e in particolare la sua celebre incisione di Potato Head Blues.
Accanto ad Armstrong, una presenza ricorrente nelle pellicole di Allen, il regista newyorchese ha usato autori classici come Irving Berlin (noto per non aver mai concesso a nessun altro regista, nemmeno a Federico Fellini, i diritti delle sue canzoni), Rodgers e Hammerstein, George Gershwin, le celebri orchestre di Tommy Dorsey e Glenn Miller e le performance di Fred Astaire e Ginger Rogers, che compaiono anche in uno spezzone de La rosa purpurea del Cairo nel quale ballano al ritmo di Cheek to Cheek; ma ha anche selezionato alcuni tra i migliori musicisti contemporanei, tra i quali Burt Bacharach (in Ciao Pussycat), Marvin Hamlisch (in Prendi i soldi e scappa e Il dittatore dello stato libero di Bananas) e Dick Hyman (in La rosa purpurea del Cairo e La dea dell'amore).
In alcuni casi, come per la colonna sonora de Il dormiglione, Allen stesso ha scritto le canzoni originali necessarie, interpretandole poi con la celebre Preservation Hall Jazz Band, o ha composto alcuni pezzi ispirandosi a grandi musicisti, non necessariamente jazzisti, come Sergej Prokofiev (per Amore e guerra, ambientato in Russia), Felix Mendelssohn (per Una commedia sexy in una notte di mezza estate), Kurt Weill (ispirandosi al suo Soldati e bombe per esigenze espressionistiche in Ombre e nebbia) o Frank Sinatra (ispirandosi a If You Are But a Dream per Radio Days). Tuttavia Allen non è solo un fan del jazz, ma lo ha sempre suonato sin dall'adolescenza per poter a sua volta esibirsi. All'età di quindici anni impara a suonare il clarinetto, esercitandosi giornalmente. I suoi primi spettacoli pubblici risalgono addirittura a partire dagli anni sessanta. Una delle sue prime performance televisive fu quella al The Dick Cavett Show il 20 ottobre 1971.
Woody Allen e la sua New Orleans Jazz Band a partire dagli anni settanta suonano tutti i lunedì sera al Cafè Carlyle di Manhattan (fino al 1997 suonavano al Michael's Pub), un piccolo locale sempre assiepato dai fan, soprattutto europei, tranne rari casi nei quali Allen è fuori città per la lavorazione dei suoi film. Il gruppo è specializzato in New Orleans jazz degli inizi del XX secolo, lo stile tipico, tra gli altri, di Louis Armstrong, ed ha pubblicato un CD originale, The Bunk Project (1993). Il gruppo ha intrapreso diversi tour, soprattutto in Europa, a proposito dei quali Allen, conscio della scarsità delle sue prestazioni musicali, affermò che il suo pubblico veniva per vederli e non per sentirli.
Il documentario Wild Man Blues (1997), diretto da Barbara Kopple, documenta un tour europeo del 1996 di Allen e il suo gruppo, così come la sua relazione con Soon-Yi Previn. La colonna sonora del documentario è interamente composta da brani interpretati dalla band, ed è stata pubblicata nel 1997. La sua passione lo ha portato a scegliere il suo nome d'arte da uno dei suoi idoli, il celebre clarinettista Woody Herman, ma anche a chiamare gli ultimi due figli adottati con la moglie Soon-Yi Previn, Bechet e Manzie, con i nomi di due dei suoi jazzisti preferiti, rispettivamente Sidney Bechet e Manzie Johnson.

#### New York, Parigi e Venezia

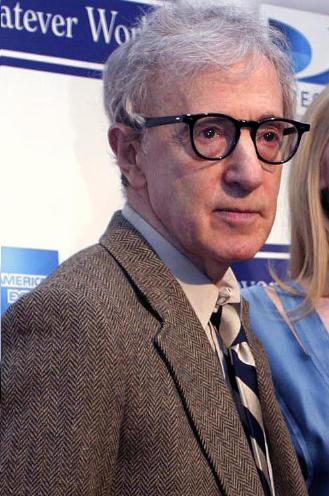
Woody Allen al Tribeca Film Festival 2009

New York è senza dubbio la città che più viene associata a Woody Allen e alla sua opera, essendo la sua città natale, nonché il luogo dove ha sempre vissuto. A New York sono ambientati moltissimi suoi film, come il celeberrimo Manhattan.
La comicità verbale di Allen è derivata da quella degli ambienti artistici ebraici newyorchesi; molti suoi racconti presentano termini dell'yiddish, la lingua degli ebrei dell'est europeo diffusa anche in queste zone della Grande Mela. Non è possibile separare l'immagine del regista dalla sua città.
La New York di Allen è quella degli intellettuali e delle classi medio-alte, non quella dei quartieri "bassi". Questo per il fatto che è quella da lui conosciuta di persona e non ha niente a vedere, come confermato da lui stesso, con una preferenza "classista".
A proposito, ha dichiarato in un'intervista, a una domanda sulle critiche ricevute sul fatto che si occuperebbe solo dei problemi della borghesia bianca della città: "Se è per questo la comunità ebraica mi accusa di parlare male degli ebrei e quella di colore stigmatizza il fatto che io non inserisco mai attori neri nelle mie pellicole… Io abito in una città ed in un certo ambiente ricco. Quello che mi diverte è raccontare quello che vedo. Tutti pensano che "i ricchi" non abbiano problemi, quando, invece, in ogni mio film dimostro come le persone abbienti hanno i problemi di tutti quando vengono a scontrarsi con le questioni di cuore o psicologiche".
L'amore per la sua città è stato rappresentato dal fatto che l'unica apparizione di Allen (tra l'altro fuori concorso, nel 2002) alla notte degli Oscar (cerimonia sempre disertata, anche quando era in gara e vinse) sia stata per sostenere, con un montaggio di clip newyorchesi tratti dai suoi film, la città, invitando il cinema a non abbandonarla dopo l'11 settembre. Il regista era presente il giorno degli attentati a Manhattan e si è detto "distrutto ma non sorpreso", e soprattutto orgoglioso, di come reagì la popolazione.
Le altre città amate dal noto regista sono Parigi e soprattutto Venezia. Grande amante dell'Italia e della città lagunare, Allen ha contribuito economicamente alla ricostruzione del Gran Teatro La Fenice, distrutto da un incendio il 29 gennaio 1996 e riaperto il 14 dicembre 2003. Il 22 dicembre 1997 ha scelto Palazzo Cavalli-Franchetti per le sue terze nozze con Soon-Yi Previn. A proposito di Venezia ha dichiarato:

### Estetica, realtà e insensatezza dell'esistenza
L'estetica è per Allen la controparte oggettiva dell'amore e dunque la sola fragile fonte in grado di conferire incentivi a una vita che altrimenti non avrebbe alcun senso. Sono infatti tematiche ricorrenti di Allen l'assenza di giustizia e punizione nel mondo, il dolore e la miseria diffusi nel mondo (come nella distinzione fra horrible and miserable people di Io e Annie) e le destabilizzanti pressioni delle società borghesi. Benché sfumato di ironia e spesso espresso in forma di battute, Woody Allen esterna nella maggior parte dei propri film un generale pessimismo di fondo, dettato dalla consapevolezza dell'assenza di Dio e di qualsiasi forma di direzione precisa dell'esistenza. Solo l'amore e il suo surrogato in mentite spoglie, ovvero l'arte, consentono di abitare il mondo senza perire a causa dell'insensatezza.
Fra le sue passioni vi è quella di seguire la squadra NBA della sua città, i New York Knicks, tanto che i piani di lavorazione sono basati anche sulle date e sugli orari delle partite, in modo che Allen possa finire in tempo le riprese della giornata e andare a vedere la partita. Inoltre, nutre una grande ammirazione per Ingmar Bergman, Federico Fellini, Anton Čechov, Groucho Marx e Louis Armstrong, arrivando a dire:
(Woody Allen, traduzione di Antonio Monda Per la versione originale in lingua inglese: Woody Allen: interviews)

## Impatto culturale
Secondo la vedova di Stanley Kubrick, Christiane, il regista aveva considerato Allen per il ruolo di Victor Ziegler nel suo ultimo film, Eyes Wide Shut, ruolo andato poi a Sydney Pollack.
Il film Io e Annie è giunto al 31º posto nella classifica 100 film della AFI del 2007 mentre in precedenza era al 35º posto.

## Teatro
| Anno | Titolo                                              | Crediti                             | Prima rappresentazione   |
| ---- | --------------------------------------------------- | ----------------------------------- | ------------------------ |
| 1960 | From A to Z                                         | Soggetto (autore del libro omonimo) | Plymouth Theatre         |
| 1966 | Don't Drink the Water                               | Sceneggiatore                       | —                        |
| 1969 | Provaci ancora, Sam (Play It Again, Sam)            | Sceneggiatore, attore (Allan Felix) | Broadhurst Theatre       |
| 1975 | Dio (God)                                           | Sceneggiatore                       | —                        |
| 1975 | Morte (Death)                                       | Sceneggiatore                       | —                        |
| 1981 | La lampadina galleggiante (The Floating Light Bulb) | Sceneggiatore                       | Vivian Beaumont Theatre  |
| 1995 | Central Park West                                   | Sceneggiatore                       | Variety Arts Theatre     |
| 2003 | Old Sybrook                                         | Sceneggiatore, Regista              | Atlantic Theatre Company |
| 2003 | Riverside Drive                                     | Sceneggiatore, Regista              | Atlantic Theatre Company |
| 2004 | A Second Hand Memory                                | Sceneggiatore, Regista              | Atlantic Theater Company |
| 2011 | Honeymoon Motel                                     | Sceneggiatore                       | Brooks Atkinson Theatre  |
| 2017 | Wonder Wheel - La ruota dei desideri                | Regista                             | ---                      |

## Libri
La produzione scritta di Woody Allen nasce dalla trascrizione dei suoi monologhi e delle sue sceneggiature cinematografiche, ma anche dai molti racconti che l'artista ha pubblicato su quotidiani e riviste nel corso dei decenni, integrata con inediti. A questi si aggiunge la collaborazione col fumettista Stuart Hample per la striscia Inside Woody Allen, che racconta la vita (romanzata) del "personaggio" Woody Allen.
A fine 2004, l'editore Bompiani decise di ripubblicare in una nuova traduzione, stavolta completa e fedele, i primi tre libri di Woody Allen a cura di Daniele Luttazzi poiché le prime versioni italiane, pubblicate negli anni Settanta, erano una versione oltremodo addomesticata e fuorviante: un'operazione giustificata per avvicinare il pubblico italiano all'umorismo non convenzionale di Allen, da parte di estensori che ritenevano i lettori abituati ad una comicità più leggera. Inoltre, le traduzioni erano lacunose: mancavano interi racconti e molte battute erano state cassate, o sostituite da altre inventate di sana pianta dai traduttori.
Nel 2020, l'editore La nave di Teseo ha iniziato a pubblicare Allen, del quale cura anche la riedizione dei titoli precedenti.
- Getting Even, New York, Random House, 1971.

Saperla lunga, traduzione parziale di Alberto Episcopi e Cathy Berberian, Introduzione di Umberto Eco (Allen Woody: un everyman per happy few), Milano, Bompiani, 1973. [Tra le parti mancanti, il racconto Memorie del sovrappeso]
Rivincite, trad. e cura di Daniele Luttazzi, Milano, Bompiani, 2004, ISBN 88-452-3306-5; Collana Oceani n.200, Milano, La nave di Teseo, 2023, ISBN  978-88-346-1371-9.
- Without Feathers, New York, Random House, 1975.

Citarsi addosso, trad. parziale di Cathy Berberian e Doretta Gelmini, Milano, Bompiani, 1976. [Tra le parti mancanti, il racconto Origini dello slang]
Senza piume, trad. e cura di Daniele Luttazzi, Milano, Bompiani, 2004, ISBN 88-452-3305-7; Collana Oceani n.201, Milano, La nave di Teseo, 2023, 978-88-346-1375-7.
- The Lunatic's Tale, in "New Republic", 23 aprile 1977.

Il racconto del pazzo. Single, per sempre single!, traduzione di Pier Francesco Paolini, Bologna, Capriccio, 1989. ISBN 88-7055-095-8.
- Side Effects, New York, Random House, 1980.

Effetti collaterali, traduzione parziale di Pier Francesco Paolini, Milano, Bompiani, 1981. [Tra le parti mancanti, il racconto Confessioni di un ladro]
Effetti collaterali, trad. e cura di Daniele Luttazzi, Milano, Bompiani, 2004, ISBN 88-452-3304-9; Collana Oceani n.202, Milano, La nave di Teseo, 2023, ISBN 978-88-346-1379-5.
- The Floating Light Bulb, New York, Random House, 1982. [commedia in due atti]

La lampadina galleggiante, traduzione di Cosimo Urbano e Vittorio di Giuro, Milano Baldini & Castoldi, 1993, ISBN 88-85988-58-X.
- Mere Anarchy, New York, Random House, 2007. [raccolta di racconti]

Pura anarchia, traduzione di Carlo Prosperi, Milano, Bompiani, 2007, ISBN 978-88-452-5919-7.
- Zero Gravity, New York, Arcade Publishing, 2022. [raccolta di racconti]

Zero Gravity, traduzione di Alberto Pezzotta, Milano, La nave di Teseo, 2022, ISBN 978-88-346-1134-0.

### Sceneggiature edite
- Manhattan, traduzione di Adalgisa Campana, Collana BUR, Milano, Rizzoli, 1982.
- Play It Again, Sam, 1969
  - Provaci ancora, Sam, trad. di Pier Francesco Paolini, Collana UEF n.985, Milano, Feltrinelli, novembre 1983, ISBN 88-07-80995-X.
  - Provaci ancora, Sam, trad. di Carlo Prosperi, Collana Le Onde n.140, Milano, La nave di Teseo, 2025, ISBN 978-88-346-2003-8.
- Io e Annie, trad. di Pier Francesco Paolini, Collana UEF, Milano, Feltrinelli, ottobre 1984, ISBN 88-07-80989-3.
- Tutto quello che avreste voluto sapere sul sesso* *ma non avete mai osato chiedere, traduzione di Pier Francesco Paolini, Milano, Feltrinelli, 1986. ISBN 88-07-04014-X.
- Provaci ancora, Sam. Io e Annie, trad. di Pier Francesco Paolini, Collana L'Avventura, Milano, Feltrinelli, ottobre 1986, ISBN 88-07-04015-8.
- Zelig, traduzione di Pier Francesco Paolini, Milano, Feltrinelli, 1990, ISBN 88-07-81131-6.
- Crimini e misfatti, traduzione di Giulio Lupieri, Milano, Feltrinelli, 1992, ISBN 88-07-81218-5.
- Interiors, traduzione di Giulio Lupieri, Milano, Feltrinelli, 1993, ISBN 88-07-81241-X.
- Mariti e mogli, traduzione di Giulio Lupieri, Milano, Feltrinelli, 1994, ISBN 88-07-81274-6.
- Sesso e bugie, traduzione di Adriana Chiesa Di Palma, Rita Cirio e Attilio Corsini, Collana Overlook, Milano, Bompiani, 2005, ISBN 88-452-3419-3; Collana Oceani, Milano, La nave di Teseo, 2025, ISBN 978-88-346-2064-9. [contiene: Riverside Drive, Old Saybrook, Central Park West]

### Autobiografie e interviste
- Woody om Allen: Samtaler Med Stig Björkman, Stockholm, Alfabeta Bokförlag, 1993, ISBN 978-91-771-2378-1; nuova ed. ampliata, 2004.  [ed. inglese: Woody Allen on Woody Allen. In Conversation with Stig Björkman, London, Faber and Faber, 1994]

Woody su Allen: intervista di Stig Björkman, traduzione di Annalisa Cara e Giampiero Cara, Roma-Bari, Laterza, 1994, ISBN 88-420-4454-7. [sulla I ed., del 1993]
Io, Woody e Allen. Un regista si racconta: interviste di Stig Björkman, traduzione riveduta di Annalisa Cara e Giampiero Cara (capp.1-24), trad. di Lucio Carbonelli (capp.25-28 e Cronologia), Roma, Minimum fax, giugno 2005, ISBN 88-7521-058-6. [sulla II ed. aumentata, 2004]
 Woody Allen su Woody Allen, traduzione di G. Cara, G. Gorla e L. Taglianetti, Collana Gli artisti, Imola, CUE Press, 2022, ISBN 978-88-551-0270-4.
- Conversation avec Woody Allen. D'après les entretiens parus dans Le monde, con Jean-Michel Frodon, Paris, Plon, 2000.

Conversazione con Woody Allen, traduzione di Elda Volterrani, Collana Stile Libero, Torino, Einaudi, 2001, ISBN 88-06-15907-0.
- Match points. 1998-2005. Conversazioni con Woody Allen, con Marco Spagnoli, Reggio Emilia, Aliberti, 2006, ISBN 88-7424-145-3
- Conversations with Woody Allen. His Films, The Movies, and Moviemaking, con Eric Lax, New York, Knopf, 2007.

Conversazioni su di me e tutto il resto, traduzione di Carlo Prosperi, Collana Overlook, Milano, Bompiani, 2008, ISBN 978-88-452-6137-4; Collana Oceani, Milano, La nave di Teseo, 2024, ISBN 978-88-346-1833-2.
- Apropos of nothing, New York, Arcade Publishing, 2020, ISBN 978-19-516-2734-8.

A proposito di niente, traduzione di Alberto Pezzotta, Milano, La nave di Teseo, 2020, ISBN 978-88-346-0334-5.

### Altro
- Woody Allen. Parole e immagini (The Illustrated Woody Allen Reader, 1993), traduzione di Pier Francesco Paolini, a cura di Linda Sunshine, Collana Overlook, Milano, Bompiani, 1993, ISBN 978-88-452-2099-9.
- Dio, come sono depresso! 135 battute, a cura di Nadir, Collana Millelire, Roma, Stampa alternativa, 1999, ISBN 978-88-722-6519-2.

## Riconoscimenti
Nella sua carriera ha vinto 4 premi Oscar (tre alla sceneggiatura e uno per la regia) su 24 candidature (nessuno dei quali è stato ritirato da lui personalmente), 4 Golden Globes, 2 premi al Festival del cinema di Venezia e altri riconoscimenti, che verranno riportati di seguito.
- Premio Oscar
  - 1978 – Miglior regista per Io e Annie
  - 1978 – Migliore sceneggiatura originale per Io e Annie
  - 1978 – Candidatura al miglior attore protagonista per Io e Annie
  - 1978 – Candidatura al miglior regista per Interiors
  - 1979 – Candidatura alla migliore sceneggiatura originale per Interiors
  - 1979 – Candidatura alla migliore sceneggiatura originale per Manhattan
  - 1984 – Candidatura al miglior regista per Broadway Danny Rose
  - 1984 – Candidatura alla migliore sceneggiatura originale per Broadway Danny Rose
  - 1985 – Candidatura alla migliore sceneggiatura originale per La rosa purpurea del Cairo
  - 1986 – Candidatura al miglior regista per Hannah e le sue sorelle
  - 1986 – Migliore sceneggiatura originale per Hannah e le sue sorelle
  - 1987 – Candidatura alla migliore sceneggiatura originale per Radio Days
  - 1989 – Candidatura al miglior regista per Crimini e misfatti
  - 1989 – Candidatura alla migliore sceneggiatura originale per Crimini e misfatti
  - 1990 – Candidatura alla migliore sceneggiatura originale per Alice
  - 1992 – Candidatura alla migliore sceneggiatura originale per Mariti e mogli
  - 1994 – Candidatura al miglior regista per Pallottole su Broadway
  - 1995 – Candidatura alla migliore sceneggiatura originale per Pallottole su Broadway
  - 1995 – Candidatura alla migliore sceneggiatura originale per La dea dell'amore
  - 1997 – Candidatura alla migliore sceneggiatura originale per Harry a pezzi
  - 2005 – Candidatura alla migliore sceneggiatura originale per Match Point
  - 2012 – Candidatura al miglior regista per Midnight in Paris
  - 2012 – Migliore sceneggiatura originale per Midnight in Paris
  - 2013 – Candidatura alla migliore sceneggiatura originale per Blue Jasmine

- Golden Globe
  - 1977 – Candidatura al miglior regista per Io e Annie
  - 1977 – Candidatura al miglior attore in un film commedia o musicale per Io e Annie
  - 1977 – Candidatura al migliore sceneggiatura per Io e Annie
  - 1978 – Candidatura al miglior regista per Interiors
  - 1978 – Candidatura al migliore sceneggiatura per Interiors
  - 1983 – Candidatura al miglior attore in un film commedia o musicale per Zelig
  - 1985 – Migliore sceneggiatura per La rosa purpurea del Cairo
  - 1986 – Candidatura al miglior regista per Hannah e le sue sorelle
  - 1986 – Migliore sceneggiatura per Hannah e le sue sorelle
  - 2005 – Candidatura al miglior regista per Match Point
  - 2005 – Candidatura al migliore sceneggiatura per Match Point
  - 2008 – Candidatura alla migliore sceneggiatura per Vicky Cristina Barcelona
  - 2012 – Candidatura al miglior regista per Midnight in Paris
  - 2012 – Migliore sceneggiatura per Midnight in Paris
  - 2014 – Golden Globe alla carriera

- Festival del cinema di Venezia
  - 1983 – Premio Pasinetti per Zelig 
  - 1995 – Leone d'oro alla carriera

- Premio Goya
  - 2005 – Miglior film europeo per Match Point
  - 2006 – Candidatura al miglior film europeo per Scoop
  - 2012 – Candidatura al migliore sceneggiatura originale per Midnight in Paris

- Festival di Cannes
  - 1985 – Premio FIPRESCI per La rosa purpurea del Cairo
  - Palme des Palmes

- Festival di Berlino
  - 1975 – Orso d'argento per il miglior contributo artistico per la regia di Amore e guerra
  - 1975 – Premio UNICRIT per Amore e guerra
  - 2019 – Premio Fellini alla carriera

## Discografia

### Con la New Orleans Banjo Band
- 1993 – The Bunk Project
- 1997 – Wild Man Blues (colonna sonora)

## Doppiatori italiani
La voce italiana principale di Woody Allen è stata quella dell'attore Oreste Lionello, che lo ha doppiato in quasi tutti i suoi film, nonché negli spot pubblicitari e nelle interviste a partire dalla sua prima apparizione cinematografica in Ciao Pussycat (1965) fino a Scoop (2006) e lo ha sostituito nei suoi ruoli da doppiatore. Dopo la sua morte, Lionello è stato sostituito da Leo Gullotta a partire da To Rome with Love (2012). Le uniche eccezioni a questi due doppiatori sono rappresentate da:
- Gianfranco Bellini in James Bond 007 - Casino Royale
- Piero Tiberi in Che fai, rubi?
- Oliviero Dinelli in King Lear
- Giorgio Lopez ne I ragazzi irresistibili

Nel giugno 2009 Allen inviò un video al Gran Premio Internazionale del Doppiaggio in omaggio a Lionello, scomparso pochi mesi prima.